# Еврейские фамилии
Еврейские фамилии — это фамилии, носителями которых являются евреи, при условии, что эти фамилии не являются псевдонимами. По такому критерию фамилия писателя Каверина (псевдоним, настоящая фамилия — Зильбер) или революционера Каменева (настоящая фамилия — Розенфельд), а также фамилия писателя Говарда Фаста (отец которого, иммигрант из Российской империи, сменил свою фамилию Фастовский на звучащую по-английски фамилию Fast), не являются еврейскими. Напротив, фамилии революционера Свердлова и американского политического деятеля Киссинджера являются еврейскими.
Понятие «еврейская фамилия» здесь не следует трактовать как «фамилия, указывающая на еврейское происхождение носителя» (хотя и существуют фамилии, присущие лишь евреям или их потомкам: Хаимович, Айзиков, Эткинд, Варшавер, Хейфец, Маршак, Луццатто, Агранат, Шагал, и др.).
Среди носителей значительной доли еврейских фамилий евреи составляют только часть, хотя нередко эта часть может составлять большинство (как, например, для фамилий Адлер или Резников) и даже подавляющее большинство (Беркович или Варшавский). В то же время, существуют фамилии, которые почти с равной вероятностью могут принадлежать евреям и неевреям (Белкин, Дэвидсон, Абрамович, Островский, Абулафия) или такие, которые у неевреев встречаются чаще, чем у евреев (Сапожников, Кравец, Новиков). Наконец, есть фамилии, среди носителей которых подавляющее большинство — нееврейского происхождения, хотя есть и незначительная часть носителей-евреев (Абрамов, Александров, Константинов, Романов, Смирнов, Робинзон, Захаров).
Существуют также фамилии заведомо нееврейские. Это фамилии, в роду которых первые носители не могли быть евреями. К таким фамилиям относятся, например, фамилии, носящие подчёркнуто христианский или мусульманский характер (Воскресенский, Успенский, Рождественский, Христианович, Магомедов), а также фамилии, образованные по моделям, бытовавшим в таких местностях и в такие периоды, когда евреев там не было. В частности, в эту группу входят русские фамилии, оканчивающиеся на -их/-ых (Седых, Глухих), поскольку такая модель образования фамилий была характерна для Сибири и Урала в первой половине XIX века, когда там не было евреев, кроме незначительного числа приезжих и уже имевших фамилии.

## Еврейские фамилииXI—XIII веков
- Абраванель (Абарбанель)
- Закуто
- Шалтиэль

## Еврейские фамилииXIV—XVII веков
- Лурия (Лурье)
- Раппопорт
- Каценеленбоген
- Гальперн (Гальперин)
- Горовиц (Гурвиц, Гуревич)
- Шпиро (Шапиро)
- Яффе (Иоффе)
- Ландау
- Шиф

## Коэн и Леви как фамилии
Поскольку статус коэна и левита в иудаизме передаётся по мужской линии (сын коэна/левита является коэном/левитом), то соответствующий термин стал восприниматься окружающими евреев народами в качестве фамильного прозвища. Соответственно, когда евреи стали (добровольно или по предписанию закона) обзаводиться фамилиями, то многие коэны и левиты получили фамилию Коэн или Леви, причём это происходило как в Европе, так и в странах ислама.
В результате переселений из одной местности в другую, а также просто с течением поколений произношение иногда изменялось, и фамилия Коэн дала такие варианты, как Cohen, Cohn, Conn, Kohn, Coen, Kahn в Западной Европе или Коген, Коган, Когон, Кон, Кан и т. п. в Российской империи. Иногда вместо ивритского варианта использовался арамейский («каhана», в идише «каhанe»), так соответственно возникли варианты Cahane, Kahane, Кагана, Кагане, Каган и т. п. В момент создания официальной фамилии к этим формам могли добавляться германские форманты «-ман» и «-ер» (Когенман, Каганман, Каганер), славянские форманты «-ович», «-ов» или «ский» (Коганович, Каганович, Коганов, Каганов, Каганский, Кагановский) или слово, означающее «сын» (арамейское «бар», немецкое «Sohn») (Баркаган/Баркан, Коганзон). У грузинских евреев фамилия, указывающая на статус «коэна», встречается в варианте Каганашвили/Каханашвили. Иногда использовался вариант с ивритским определённым артиклем «ха-», особенно в странах ислама, так возник вариант фамилии ха-Коэн (записываемый по-русски как Акоэн или Гакоген).
Иногда титул коэна продолжали добавлять к уже существующей фамилии, взятой из других источников, и через несколько поколений такое сочетание воспринималось как двойная фамилия. Так, например, возникли ашкеназская фамилия Коган-Бернштейн и сефардская Коэн-Таннуджи.
Ещё одной группой фамилий, содержащих указание на коэнский статус носителя, являются фамилии-аббревиатуры, расшифровка которых содержит ивритское слово «коэн». Таковы фамилии Кац (аббревиатура от «Коэн-цедек», то есть «праведный коэн»), Каждан (изначально было Кашдан, аббревиатура арамейского выражения «Каhанэй шлухэй ди-рахамана нинhу», то есть «Коэны — (они) посланники Милосердного») и некоторые другие.
Поскольку коэны считаются потомками первосвященника Аарона, то часто для указания на коэнский статус использовали выражения со значением «потомок Аарона», в частности, Бар-Аарон, Бен-Аарон, а также Ааронсон и т. п. Такие сочетания тоже иногда становились фамилиями, иногда видоизменяясь со временем (так, из варианта Бар-Аарон возникла еврейская фамилия Барон). Однако не у всех носителей такая фамилия указывает на коэнское происхождение, так как она могла быть образована и как патронимическая, то есть как фамилия человека, отца которого звали Аарон. Есть и фамилии-аббревиатуры такого рода, например, фамилия Мазе («ми-зера Аарон ха-Коэн», то есть «из семени Аарона-первосвященника») и встречающаяся у евреев Ирака фамилия Зилха («зера ле-Коэн Аарон», почти с дословно тем же значением). Эти фамилии-аббревиатуры, конечно, являются исключительно коэнскими.
Распространённая фамилия Каплан (Каплун) тоже указывает на коэнское происхождение — слово «каплан» по-польски и по-белорусски означает «священник, капеллан» и представляет собой перевод (кальку) ивритского слова «коэн».
У левитов фамилия, образованная от их титула, могла принимать вид Леви, Левит, Левита (польская и латинская форма слова), а также с артиклем ха-Леви (по-русски записывалась как Галеви). От этих базовых вариантов могли позднее образовываться фамилии Левитин, Левитан, Левин, Левинский, Левинсон, Левитес, Левитанский и т. п. У среднеазиатских и кавказских евреев эта фамилия чаще принимала форму Левиев, а у грузинских такая фамилия бытует в варианте Левиашвили. Есть и фамилии-аббревиатуры, указывающие на происхождение от левитов: Брилль («бен рабби Иехуда-Лейб ха-Леви», «сын раввина Иехуды-Лейба ха-Леви»), Сегал (с вариациями Шагал, Сагал, Сигал и производными Сагалович, Шагалов и т. п. — это аббревиатура от «сеган левия», то есть «помощник-левит», в смысле «левит − помощник коэна») и некоторые другие.
Фамилии, образованные от титулов коэн и леви, являются самыми распространёнными среди евреев. Так, фамилия Левин является самой распространённой среди евреев бывшего СССР, а фамилия Коган — второй по распространённости. Среди евреев Израиля фамилия Коэн является самой распространённой (2,52 % от всего населения), а фамилия Леви — второй по распространённости (1,48 %). Среди евреев Германии начала XX века фамилия Кон (с производными Кан и др.) была самой распространённой (3 % всех евреев), а фамилия Леви — второй по распространённости (2,3 %). Среди крымчаков носителей фамилии Коген (в такой форме она зафиксирована в этой общине) сравнительно мало, зато фамилия Леви является самой распространённой (8,2 % носителей в начале XX века). С другой стороны, существуют еврейские субэтнические группы, в которых исторически отсутствовали левиты и коэны. Соответственно, в этих еврейских общинах нет и фамилий, образованных от этих титулов — таких фамилий нет, например, у горских евреев (за исключением небольшого числа влившихся в эту общину уже в XIX веке потомков раввинов, приглашённых из Персии и Османской империи).

## Массовое присвоение евреям фамилий в концеXVIII— началеXIX века
Хотя в отдельных местностях Германии и Австрии в конце XVIII века доля евреев, имевших наследственные фамилии, была значительной, а в Пражской еврейской общине обладатели таких фамилий даже составляли большинство, всё же большинство евреев Восточной и Центральной Европы всё ещё не имело наследственных фамилий до конца XVIII века. Тем не менее необходимость упорядочения взимания налогов и рекрутской службы привела к тому, что на рубеже XVIII и XIX веков в Австрии (Австро-Венгрии), Российской империи и в германских государствах были приняты законы, обязывавшие еврейское население этих стран принять наследственные фамилии. После разделов Речи Посполитой в этих странах проживало свыше 90 % всех ашкеназских евреев, так что подавляющее большинство современных фамилий евреев-ашкеназов восходят именно к этой эпохе.
Первым государством, где было введено обязательное присвоение евреям наследственных фамилий, стала Австрийская империя. По закону, изданному в 1787 году императором Иосифом II, бесфамильные евреи были обязаны взять себе фамилию, которая с этого момента становилась наследственной. На евреев, уже имевших фамилии, закон не распространялся. Формальных ограничений на выбор новой фамилии в законе не было. Однако, если какой-то еврей не выбирал себе фамилию самостоятельно, то ему её в принудительном порядке назначал чиновник, отвечавший за реализацию закона. В Восточной Галиции, где проживала немалая часть евреев Австрии и которая была удалена от центра и, соответственно, от контроля столичных властей, чиновники стали злоупотреблять правом назначать фамилии по своему усмотрению: за право получить благозвучную фамилию они вымогали у евреев взятки, а тем, кто отказывался платить или не имел для этого средств, присваивали фамилии с обидным или комическим значением. Таким образом возникли фамилии Крауткопф («капустная голова»), Драхенблют («драконья кровь»), Оксеншванц («бычий хвост») и т. п., вплоть до оскорбительных, вроде Канальгерух («канавная вонь») или Бледер («слабоумный, тупица»). В некоторых популярных статьях по еврейской ономастике встречаются утверждения, что вымогательство взяток при присвоении фамилий евреям имело место не только в Галиции, но и во всей Австрийской империи повсеместно.
Большинство новоназначенных фамилий было образовано от слов немецкого языка, официального языка империи. Часть фамилий указывала на род занятий, другие отражали свойства характера или черты внешности их носителей. Однако большинство новых фамилий было произвольным образом образовано от различных слов немецкого языка, при этом многие такие фамилии носили «орнаментальный» характер: Герц («сердце»), Фриш («свежий»), Эрлих («честный») и т. п.
Многие новые фамилии были составлены из двух немецких корней — Розенблат, Вайнштейн, Гольдвассер и т. п. На распространённость таких конструкций фамилий могло повлиять то обстоятельство, что многие еврейские топонимические фамилии, уже существовавшие к тому времени, также были двусоставными (например, Ауэрбах, Каценеленбоген, Эпштейн), и такая структура воспринималась как «естественная» для еврейских фамилий.
В 1805 году после присоединения к Австрийской империи новых территорий в результате третьего раздела Речи Посполитой (районы Кракова, Люблина и Радома) закон об обязательном присвоении фамилий был распространён и на эти территории.
Аналогичные австрийским законы были приняты в различных германских государствах:
- В Бадене в 1790 году.
- Во Франкфурте-на-Майне в 1807-м.
- В Пруссии в 1812 году. Закон 1812 года распространялся на многие провинции Пруссии (в том числе и на часть бывших польских земель, которые составили Западную Пруссию), но не на все; для области вокруг Познани соответствующий закон вышел в 1833-м, а для всех оставшихся земель, принадлежащих Пруссии — в 1845-м).
- В Баварии и в Мекленбурге в 1813-м.
- В Вюртемберге в 1828-м.
- В Саксонии в 1834-м.
- В Ольденбурге в 1852-м.

В польских землях вокруг Варшавы, отошедших к Пруссии по Третьему разделу Польши, обязательные фамилии для евреев были введены в 1797 году, то есть даже раньше, чем в самой Пруссии. Однако процесс присвоения фамилий варшавским евреям растянулся на длительный период. В литературе по истории фамилий можно встретить утверждение, что чиновником, отвечавшим за исполнение соответствующих законов в Варшаве, был писатель романтического направления Э. Т. А. Гофман. Именно он якобы придумал многочисленные «орнаментальные» фамилии варшавских евреев, такие как Гиммельфарб («небесный цвет») или Фогельзанг («птичье пение»). Гофман действительно в 1804—1806 годах служил в прусской администрации Варшавы, однако никаких документальных или мемуарных данных, подтверждающих его участие в процессе присвоения фамилий варшавским евреям, нет. В 1807 году Варшавское герцогство временно стало самостоятельным государством под протекторатом наполеоновской Франции, и процесс присвоения фамилий местным евреям был продолжен только после 1815 года, уже под властью Российской империи.
Во Франции декрет об обязательности наследственных фамилий был издан в 1808 году, и его действие распространялось также на оккупированные наполеоновской империей Нидерланды, Бельгию, Люксембург, а также германские области Рейнланд и Вестфалию. По этому закону запрещалось брать в качестве новых фамилий названия городов и библейские имена, принятые у христиан. Однако уже существующие фамилии такого типа разрешалось оставить, если они к тому моменту использовались в течение нескольких поколений.
В Российской империи обязательность наследственных фамилий была введена соответствующей статьей специального «Положения о евреях», утверждённого императорским Именным Указом от 9 декабря 1804 года. Статья 32 этого Положения гласила: 

 При сей переписи каждый Еврей должен иметь, или принять известную свою наследственную фамилию, или прозванье, которое и должно уж быть сохраняемо во всех актах и записях без всякой перемены, с присовокуплением к оному имени, данного по вере, или при рождении, мера сия необходима для лучшего устройства их Гражданского состояния, для удобнейшего охранения их собственностей и для разбора тяжб между ними.
Исполнение этой статьи предполагалось в двухлетний срок, однако на практике это происходило чрезвычайно медленно, поэтому власти вынуждены были в новое Положение о евреях, изданное в 1835 году, опять включить соответствующую статью за № 16:

Каждый Еврей должен навсегда сохранять известную наследственную, или же на основании законов принятую фамилию, без перемены, с присовокуплением к оному имени, данного по вере, или при рождении.
Исполнение статей этих Положений возлагалось на еврейское кагальное самоуправление, а после роспуска кагалов по закону от 1844 года было постановлено, что 

Каждому еврею, главе семейства, объявляется, каким именем и прозванием он записан по ревизии, внесён в посемейный и алфавитный списки и должен именоваться в паспортах и во всяких актах….
Специальным законом, принятым в 1850 году, евреям запрещалось менять фамилию даже при переходе в другое вероисповедание.

В прежнее время евреи меняли свои фамилии при обращении в христианство ... таковая перемена в настоящее время воспрещается законом 
— Е. Карнович «Родовые прозвания в России»
В десяти польских губерниях, составлявших Царство Польское, пользовавшееся определённой степенью автономии в составе Российской империи, наследственные фамилии были введены для евреев в 1821 году постановлением наместника Царства Польского Великого князя Константина Павловича. Первоначально обязанность выбрать фамилии была возложена на самих евреев, но, поскольку они не торопились с выполнением постановления, то присвоение фамилий евреям было перепоручено местным чиновникам. Были восстановлены многие фамилии, введённые прусскими представителями в 1797—1807 годах и австрийскими чиновниками в 1805—1806 годах, а также придуманы новые.
Многие из новых фамилий были топонимическими, с формантом «-с(ц)ки(й)», иногда со сдвигом ударения относительно исходного топонима или чередованием е-ё: Бялоблоцкий, Урдоминский, Варшавский…
- Бердиче́вский или Берди́чевский — от Берди́чев
- Жванецкий — от Жванец
- Радомы́сльский (Радомы́шльский) — от Ра́домышль
- Кане́вский — от Ка́нев
- Кишине́вский (или Кишинёвский) — от Кишинёв
- Минский — в т. ч. от Минск
- Немиро́вский — от г. Неми́ров в Винницкой или во Львовской области. Русская фамилия Неми́ров имеет другую этимологию, и ставится в ряд с фамилиями Некрасов, Нехорошев, Несмеянов, Неклюдов, Ненароков и т. п.
- Плисе́цкий — от м. Плисецкое (Васильковского уезда Киевской губ.) либо Плиска Борзненского уезда Черниговской губ.
- Подольский, Подольный — от топонимов распространённого малороссийского ряда: Подольская губерния, Подол, Подолье, Каменец-Подольский и пр.
- Ситкове́цкий — от Ситко́вцы (ныне Немировский район Винницкой области)
- Слони́мский — от Сло́ним в Гродненской области Белоруссии; Сло́ним также используется и как самостоятельная фамилия
- Слу́цкий — от Слу́цк (Минская область), либо Слупск или  Слупца (Польша). В честь Берты Брониславовны Слуцкой город Павловск, близ которого её убили при доставке медикаментов казаки генерала Краснова, с 1918 по 1944 год назывался Слуцк, то есть, топонимическая фамилия вернулась в другой топоним
- Тро́цкий — от Тро́ки (ныне Трака́й). В честь Л. Д. Бронштейна эта фамилия также возвращалась в новые топонимы: имя Троцк до 1929 года носили города Гатчина и Чапаевск

Другой ряд составили патронимические с формантом «-ович/-евич»: Абрамович, Беркович, Лейбович, Фишелевич и т. п. Значительную часть новых фамилий составляли также фамилии, образованные от слов польского языка, обозначавших род занятий (Капелюшник — «шляпник», Млынаж — «мельник» и т. п.), либо характеристики, свойства характера или черты внешности носителей (Бялый — «белый, светловолосый», Высокий). Ещё одну многочисленную категорию фамилий составляли фамилии, образованные произвольным образом от слов польского языка, чаще всего связанные с природой (Дрозд, Вержба, Ольха, Пшепюрка — «перепёлка», Квятек — «цветочек»). Окончательно процесс присвоения фамилий польским евреям завершился только к сороковым годам XIX века, параллельно с аналогичным процессом в других областях Черты оседлости Российской империи.
В Швейцарии закон об обязательности наследственных фамилий для евреев был принят в 1863 году.

## Основные типы еврейских фамилий

### Производные от патронимов и матронимов
- Матроним (от греч. ματηρ ‘мать’ + греч. ὀνομα ‘имя’) — дериват от имени (прозвища, прозвания) матери, «отчество» от имени матери[13].
- Патроним (от греч. πατηρ ‘отец’ + греч. ὀνομα ‘имя’) — дериват от имени (прозвища, прозвания) отца или предков по отцовской линии[14].

Как и у других народов, разделение фамилий евреев в значении родового имени на матро- и патронимические возможно только в случае, когда в основу фамилии положено однозначно мужское или однозначно женское имя или прозвище. При этом один и тот же формант («-ич», «-ов» и пр.) может участвовать в образовании как матро- так и патронимического ряда; так, «-сон/-зон» (от нем. Sohn, ‘сын’") использован и в Абрамсон (от м.р. ‘Абрам’), и в Соринсон (от ж.р. ‘Сора / Сарра’).

#### Патронимические
Патронимические, то есть образованные от мужских имён (отца, или, реже, деда) первых носителей фамилии, составляют значительную часть фамилий у подавляющего большинства народов. Однако у евреев доля таких фамилий несколько ниже; более того, патронимические фамилии — не самая многочисленная группа еврейских фамилий, уступая фамилиям топонимическим и фамилиям, образованным от названий профессий или занятий.
В основе простейшей формы патронимической фамилии лежит непосредственно личное имя. Фамилии такого типа есть и у ашкеназов, и у сефардов — потомков изгнанников из Испании, и в еврейских общинах различных исламских стран.
Так, среди евреев Германии были распространены фамилии типа Давид, Адам, Беньямин, Исраэль, Шмуэль и т. п. Такие же фамилии (с небольшими фонетическими вариациями) бытовали уже в XVII веке и среди евреев Нидерландов и Англии, принадлежавших к сефардским еврейским общинам этих стран.
С конца XVIII века известна иракская семья Сассун (Сассон), фамилия которой представляет собой распространённое среди евреев Востока личное имя.
Особую группу основ патронимов составляют так называемые «священные имена» (на иврите они назывались «шем ха-кодеш», «священное имя», а на идиш — «ойфруф номен», от глагола «ойфруфн» — «вызывать», так как именно такое имя использовалось, когда в синагоге еврея вызывали к чтению Торы). Такие имена вплоть до конца XIX века были у всех евреев-мужчин; и только их использовали во всех аспектах жизни, связанных с религиозной практикой — в синагогальной службе, при заключении брака, в надгробных надписях, в молитвах об исцелении или заупокойных и т. п. К этой группе «священных имён» относились библейские или иные ивритские по происхождению, а также небольшое число имён, заимствованных в библейскую или талмудическую эпоху (например, греческое Александр или вавилонское по происхождению Мордехай).
Наряду со «священными именами» в еврейской среде параллельно использовались, как в семье, так и в контактах с нееврейским окружением, так называемые «бытовые имена» (на иврите «киннуй», мн. ч. «киннуим»; на идиш — «руф номен», от глагола «руфн» — «звать»; по-арабски — «кунья»). В роли бытовых имён могли использоваться:
- уменьшительные, сокращённые или искажённые формы «священного имени» (например, Коппель от немецкой формы имени Якоб (Jacob) или Иссер от Исраэль, Аксельрод от Александр),
- формы библейских имен, принятые у христианского окружения (Соломон, Самуэль, Мозес, Абрахам[сн 5]),
- фонетически созвучные имена нееврейских соседей (например, имя латинского происхождения Маркус было очень распространено среди евреев Германии как «киннуй» для имени Мордехай, а имя Ман или Мандель — как «киннуй» для имени Менахем), либо перевод (иногда приблизительный) значения «святого имени» на язык соответствующей страны. В качестве примеров этой последней группы можно привести такие имена сефардов, как Ломброзо (перевод имени Урия, в основе которого лежит слово, означающее «свет»), Бенедикт (перевод имени Барух, означающего «благословенный») и т. п., а также такие ашкеназские имена, как Готгильф (перевод на немецкий язык имени Элиэзер, то есть «помощь бога»), Гутман (дословно «хороший человек», приблизительный перевод имени Товия), Фридман («мирный человек», перевод имени Шалом/Шломо) и т. п.
- Ещё одной большой группой «киннуим» были слова, которые по тем или иным причинам были связаны в еврейской традиции с именами библейских персонажей. В частности, такие ассоциации были основаны на «Благословении Иакова» (Бытие, 49), в котором некоторые из сыновей патриарха сравниваются с определёнными животными: Иегуда — со львом, Вениамин — с волком, Нафтали — с оленем. Соответственно, например, у германских евреев имя Лёве (означающее «лев») использовалось как «киннуй» для имени Иегуда, имя Вольф — как «киннуй» для имени Биньямин, а имя Гирш — как «киннуй» для имени Нафтали. Иссахар в этом библейском тексте сравнивается с ослом, символизировавшим силу и упорство, но, поскольку в европейской культуре осел имеет отрицательную коннотацию, то в качестве «киннуй» для имени Иссахар закрепилось имя Бер (означающее «медведь»). Из других стабильных ассоциаций с именами библейских персонажей отметим пары Иосиф — «бык» (лат. и нем. «Окс»), Иегошуа — «сокол» (Фальк) и Эфраим — «рыба» (Фиш). В последнем случае также вместо имени Фиш, обозначавшего просто «рыбу», часто использовали и другое имя-«киннуй», Карп.

Все вышеперечисленные «киннуим» могли на каком-то этапе быть использованы для образования фамилий. Именно такое происхождение имеют ашкеназские фамилии Маркс (немецкая диалектная форма латинского по происхождению христианского имени Маркус, которое использовалось как «киннуй» к имени Мордехай; тот же самый источник и у фамилии Маркузе), Готгильф, Готфрейнд («киннуй»-перевод имени Йедидья), Гутман, Фрид и Фридман, Гирш, Бер, Фиш, Окс (у части носителей), Ламм (совпадает с немецким и идишским словом, имеющим значение «ягнёнок» — ассоциативный «киннуй» для имени Ашер), Карп (и уменьшительная форма Карпель) и т. п., а также сефардские фамилии Виталь (от корня «вита-», это «киннуй»-перевод имени Хаим, на иврите означающего «жизнь»), Ломброзо (киннуй для имени «Урия»), Бенвенисте («киннуй» для имени Шалом — которое, помимо основного значения «мир», может означать также и приветствие при встрече, и то же самое означает «бенвенисте» по-провансальски), Бенедикт (перевод имени Барух; в средневековых Испании и Франции бытовала форма Бендит, от которой несколько веков спустя и произошла соответствующая фамилия) и Бонди («бон диа» — дословно «хороший день», то есть «праздник» — перевод имени Йом-Тов). Сефардская фамилия Анджел происходит от имеющегося во всех европейских языках слова «ангел», являющегося переводом имени Малахи. Фамилия Кальман представляет собой уменьшительную форму от личного имени Калонимус, заимствованного евреями из греческого языка в раннее Средневековье; к XVIII веку эта уменьшительная форма вытеснила старую полную, и в таком виде это имя было очень популярно у ашкеназов. Распространённая у евреев арабских стран фамилия Альбаз происходит от арабского «аль-баз», что означает «сокол», то есть в основе фамилии — «киннуй» к имени Иегошуа, а фамилия Аббас («лев» по-арабски) у евреев происходит от «киннуй» к имени Иегуда, хотя у арабов-мусульман эта же фамилия указывает на прозвище, либо отражающее силу и храбрость носителя, либо имеющее орнаментальный характер.
Многие из перечисленных личных имен к XIX веку вышли из употребления и сохранились только в качестве фамилий. Таковы названные выше фамилии Аксельрод и Бонди. (А вот имена Бер, Гирш, Вольф бытуют в среде религиозных евреев Израиля и Америки и в наши дни.) Некоторые имена библейского происхождения также вышли из употребления даже в религиозной среде и сохранились только в качестве фамилий — Лапидот (Суд. 4:4), в ашкеназском произношении Лапидос/Лапидус) и некоторые другие. С другой стороны, такие библейские личные имена, как Вофси (Чис. 13:15), фамилия существует также в варианте Вовси) и Эфрон (Быт. 23), вообще никогда не использовались в качестве личных имён в послебиблейский период. Когда в начале XIX века евреи черты оседлости получали фамилии, эти имена были искусственным путём взяты из библейского текста и приняты в качестве наследственных фамилий.
Помимо фамилий, представляющих собой непосредственно мужское личное имя, существуют многочисленные и разнообразные еврейские патронимические фамилии, образованные с помощью тех или иных фамильных окончаний, суффиксов и префиксов. Так, в германских областях многие фамилии образованы с помощью притяжательного окончания «-с» (Абрахамс, Самуэльс, Исраэльс и т. п.). С помощью идишского варианта этого же окончания (часто в форме «-ис/-ес») образованы и многие патронимические фамилии евреев Российской империи: Гилельс, Пинес (от Пине — уменьшительная форма имени Пинхас), Эльяшес, Карпелес и другие.
Многочисленные фамилии образованы с помощью форманта «-зон/-сон», как на территории Германии и Австрии, так и в Российской империи. Формант этот означает «сын», и примерами соответствующих фамилий являются такие фамилии, как Абрамсон, Якобсон, Давидсон, Берсон, Залмансон, Мендельсон, Гершензон и т. п.
Ряд патронимических фамилий образован с помощью формантов «-штам» (дословно означает «ствол») или «-бейн» («кость»), имеющих в данном контексте смысл «из рода такого-то». Таковы фамилии Аронштам, Мандельштам, а также Гиршбейн и Фишбейн, хотя последняя и похожа на словосочетание «рыбья кость».
Некоторые еврейские патронимические фамилии образованы с помощью ивритского суффикса «-и» (Гершуни — от имени Гершон, Зархи — от имени Зорах и ряд других). С другой стороны, в фамилии Якоби последняя буква представляет латинский суффикс. Приведённые здесь примеры — это ашкеназские фамилии, но это окончание чаще встречается в фамилиях восточных евреев, возможно, потому, что такое же окончание существует в арабском и персидском языках.
У евреев, живших среди славянских народов (поляков, белорусов, украинцев) патронимические фамилии часто образовывались с помощью суффикса «-ович/-евич» (Абрамович, Хаимович, Ошерович, Давидович, Айзикович, Гершевич, Шмулевич и др.), часто от уменьшительных форм (Беркович — от Берко (Бер), Ицкович — от Ицко (Ицхок), Гершкович и т. п.). Реже использовался суффикс «-ов/-ев» (Абрамов, Давыдов, Ошеров, Лейзеров, Фишелев). Патронимические фамилии со славянскими формантами «-ович/-евич» и «-ов/-ев» у евреев обычно формировались от типичных для еврейской культуры имен, выступающих в Ветхом Завете, сформировавшихся на основе идиша и древнееврейского языка. В тех случаях, когда с помощью этих суффиксов фамилия образовывалась от библейского имени, бытовавшего и среди славян (например, вошедшие в христианскую традицию имена Абрам и Давид), такая фамилия могла совпасть с распространённой славянской фамилией (например, среди носителей фамилий Абрамов или Давыдов подавляющее большинство носителей — русские), а носители таких фамилий, как Абрамович и Давидович, могут быть как еврейского, так и славянского происхождения (белорусского, украинского, польского). Однако если такая фамилия имеет в основе еврейское имя, не встречающееся в святцах (как фамилии Хаимов, Хаимович) или образована от бытующего только у евреев фонетического варианта библейского имени (как фамилия Лейзеров или Ошеров), то такая фамилия указывает на еврейское происхождение носителя. Ещё реже, чем суффикс «-ов/-ев», использовался для образования патронимических фамилий другой русский фамильный суффикс «-ин» (Аронин, но чаще от уменьшительной формы имени — Абрамкин, Давидкин/Давыдкин и др. Многие такие фамилии тоже совпадают с фамилиями, встречающимися у русских). У евреев Польши были распространены также фамилии, образованные от мужских имен с помощью славянского форманта «-(ов)ски(й)»: Абрамский, Якубовский (распространенные и у поляков), Ошеровский, Лейзеровский (бытовавшие только среди евреев) и др.
Некоторые патронимические фамилии российских евреев представляют собой уменьшительную форму личного имени с суффиксом «-чик»: Абрамчик, Рубинчик (от имени Рувен), Вигдорчик (от имени Авигдор) и др..
Некоторые патронимические фамилии образованы с помощью префикса «бен-», означающего «сын» на иврите. Особенно часто такие фамилии встречаются у евреев сефардского происхождения (Бен-Давид, Бен-Барух, Бен-Элиша и т. п.), а также у евреев Северной Африки. При этом у последних префикс «бен-», как правило, не ивритского, а арабского происхождения, так как в местных диалектах арабского языка слово «ибн-», означающее «сын», в разговорной речи трансформировалось в «бен-» и совпало с ивритской формой. У части евреев Северной Африки для образования патронимических фамилий используется берберский префикс «о-», означающий «сын», в частности, очень распространённая среди евреев Марокко фамилия Вакнин является слегка искажённым вариантом фамилии Оакнин, означающей «сын Яакова» (Акнин — принятая в горных районах Марокко уменьшительная форма имени Яаков).
У персидских евреев патронимические фамилии образуются от мужских собственных имен либо с помощью форманта «-заде», означающего «потомок» (Натанзаде и т. п.), либо с помощью форманта «-пур», означающего «сын» (Авраампур, Ицхакпур и др.), либо с помощью окончания -и (Ицхаки, Давиди), либо с помощью окончания «-иан» (Ицхакиан, Барухиан и т. п.).
У грузинских евреев патронимические фамилии образуются с помощью форманта «-швили», означающего «дитя», или только в нескольких исключительных случаях  «-дзе», означающего «сын» (Исхакашвили, Якобашвили, Хананашвили, Ханукашвили, Манашерашвили, Мамиставалишвили, Хискиадзе и т. п.), идентично старой русской системе «Пётр Иванов сын».
У горских и бухарских евреев фамилии вошли в употребление в середине XIX века, после присоединения соответствующих территорий к России, и фамилии (в том числе патронимические) в этих общинах были образованы с помощью русского суффикса «-ов/-ев». Так образованы, например, фамилии Биньяминов, Мусаев, Пинхасов, Юсупов (бытующие в обеих общинах), а также Ил(л)изаров, Авшалумов (специфические для евреев горских), и многие другие.
Особую группу патронимических фамилий составляют патронимические фамилии-аббревиатуры. Таковыми являются, например, фамилии Рошаль (аббревиатура от «рабби Шломо Лурия»), Мазиа («ми-зэра Исраэль Иссерлейн», то есть «из семени Исраэля Иссерлейна»), Рашап («рабби Шломо Пинскер»), а также довольно многочисленные фамилии, начинающиеся на «Магар-», такие как Магарил («морэйну ха-рав Йааков Леви», то есть «учитель наш и раввин Яков Леви») или Магаршак («морэйну ха-рав Шмуэль Кайдановер», то есть «учитель наш и раввин Шмуэль Кайдановер», либо «раввин Шломо Клугер»; также существует в слегка изменённой форме Маршак), или фамилии, начинающиеся на «Бр-» (Брик — «бен рабби Иосеф Коэн», то есть «сын раввина Иосефа Коэна»,  Бриль — «бен рабби Иехуда-Лейб», то есть «сын раввина Иегуды-Лейба» и др.) или на «Бар-» (Бараз — «бен рабби Залман», то есть «сын раввина Залмана», Бараш — «бен рабби Шломо», то есть «сын раввина Шломо» и др.)

#### Матронимические
Среди еврейских, и особенно ашкеназских фамилий процент деривативов от личных женских имён выше, чем у других народов. По данным А. С. Приблуды, матронимические фамилии составили 8,6 % фамилий евреев СССР, что вдвое меньше, чем доля патронимических фамилий (15,4 %). Для сравнения, по данным Т. Б. Кузнецовой, среди русских фамилий Ставропольского края доля матронимических фамилий составляет лишь 1,5 %, а доля патронимических — 24 %, то есть в 15 раз больше. А. С. Приблуда объяснял это тем, что среди евреев Европы женщины в XVIII—XIX веках играли более активную социальную и экономическую роль, чем у их христианских соседей. Однако, столь большое число матронимических еврейских фамилий наблюдалось не везде, а только на территории Российской Империи, в связи с чем видный специалист по еврейской ономастике А.Бейдер писал:
Существует немало попыток объяснить, откуда возникла эта еврейская особенность. Некоторые авторы указывают на связь с еврейской традицией, которая определяет передачу еврейства детям исключительно по матери. Другие упоминают о почётной роли женщины в хасидизме, религиозном движении расцвет которого пришелся как раз на период принятия фамилий. Третьи подчеркивают тот факт, что в еврейской общине женщины играли важную экономическую роль; те из них, которые работали в лавке были зачастую лучше известны окружению, чем их мужья, особенно изучавшие Тору или работавшие ремесленниками-надомниками.
Вполне возможно, что эти факторы играли какую-то роль, но если исходить только из них, то остаётся совершенно непонятным, почему матронимические фамилии часто встречаются у евреев только в одной области, а именно, в черте оседлости Российской империи. В то же время в Царстве Польском и Галиции эти фамилии весьма редки, хотя до разделов Польши все эти территории принадлежали одному и тому же государству (Речи Посполитой) и существенных различий в культуре евреев в разных частях этого региона не было <…>

Основная особенность черты оседлости состояла <…> в том, что это был единственный регион, где фамилии принимались внутри еврейской общины. В других провинциях этим процессом управляли христианские чиновники, в культуре которых именования по матери отсутствовали (за исключением внебрачных детей), и в результате матронимические фамилии не могли быть присвоены. В черте оседлости подобных ограничений не было, а традиции прозвищ по матери или по жене, уже существовали. В отдельных районах (Восточная Белоруссия) еврейская администрация по субъективным причинам решила строить фамилии в массовом порядке именно на основе женских имен. 
Небольшая часть матронимических ашкеназских фамилий образована с помощью немецкого форманта «-Sohn» (в русской транскрипции «-сон/-зон»), то есть «сын», или форманта «-кинд» («дитя»), например, Соринсон от имени Сора (Сарра) или Годельсон от имени Годл, Ривкинд от имени Ривка или Эткинд от имени Эта. Есть небольшое число матронимических фамилий со славянским (белорусско-украинским или польским) суффиксом «-ович» (например, Циперович от имени Ципора). Фамилия Рахленко образована от имени Рохл (библейское Рахиль) с помощью украинского форманта «-енко». Иногда фамилия образовывалась не от имени матери, а от имени жены, и в этих случаях употреблялось идишское (немецкое по происхождению) окончание «-ман», например, Ривман (то есть муж Ривы), Гительман (муж Гитл) и т. п.
Иногда употреблялись и более редкие форманты, например, фамилия Шпринцак образована с помощью суффикса «-ак» от имени Шпринца (кстати, само по себе это имя тоже довольно редкое), а фамилия Цивьян — с помощью суффикса «-ан/-ян» от имени Цивья.
Однако подавляющее большинство матронимических ашкеназских фамилий образовано с помощью либо славянского (русского, белорусского, украинского) суффикса «-ин», либо идишского суффикса «-с» (так как идишские женские имена за редким исключением оканчиваются на безударную гласную, которая в Белоруссии и Литве близка к звуку /е/, а в произношении евреев Украины и Польши — к звуку /и/, то многие идишские матронимы оканчиваются на «-ис»). Оба эти суффикса, каждый в своем языке, указывают на принадлежность («Васин карандаш» = «карандаш Васи» и т. п.), и могут быть образованы и от имени матери, и от имени жены.
При образовании еврейских матронимических фамилий оба эти суффикса могут сочетаться с уменьшительными суффиксами — идишским немецкого происхождения «-(е)л-» и славянским (по происхождению, но заимствованным идишем) «-к-», причём в любых комбинациях, то есть, например, славянский притяжательный суффикс может сочетаться как с славянским, так и с идишским уменьшительным. (Вместо общеславянского суффикса «-к-» мог использоваться и украинский «-ц-», и польские «-ш-» и «-с-», и диалектный вариант «-ч-» (все эти суффиксы стали интегральной частью идиша), — соответственно, возникали, например, такие варианты фамилии, как Миркин и Мирчин, Лейкин и Лейцин и т. п.)
Таких фамилий существуют многие десятки, с тысячами носителей, причём носители одинаковых фамилий чаще всего не являются родственниками — эта модель образования фамилии была настолько распространена, что одна и та же фамилия от одного и того же женского имени могла быть присвоена независимо разным людям в десятках населённых пунктов по всей территории Черты оседлости.
- Бася — Басин, Баскин
- Бат-Шева (в ашкеназском произношении Бас-Шева) — Башевис
- Бейла — Бейлин, Белкин (из труднопроизносимого Бейлкин), Бейлис
- Блюма — Блюмин, Блюмкин
- Брайна — Брайнин
- Броха (Бруха) — Брохин, Брухин, Брошкин
- Буна — Бункин, Бунин (еврейская фамилия случайно совпадает с фамилией русского дворянского рода Бунин. Русская фамилия никак не связана с этим еврейским именем)

- Витка — Виткин
- Голда — Гол(ь)дин
- hадасса (уменьшительное hода) — Годин, Годес
- hеня — Генин, Генкин, Генис
- hинда — Гиндин, Гиндилес
- Гитл (Гута) — Гитлин, Гутин, Гуткин, Гитин
- Дво(й)ра (уменьшительное Двося)- Дворин, Дворкин, Двойрис, Двосин, Двоскин, Дворкович
- Дина — Динин, Дынин, Динкин
- Доба — Добин, Добкин, Добкес/Добкис
- Добра (уменьшительное Добруша) — Добрушин
- Ента — Ентин(Энтин), Ентес, Энтелис
- Еhудис (Юдит) — Идес, Егидис
- Зельда — Зельдин, Зельдис
- Зисл — Зискин, Зыскин, Зускин
- Злата (Злота) — Златин, Златкин, Злотин, Злоткин
- Ита — Иткин, Иткис.
- Йохевед — Юхвидин, Юхвидис
- Крейна — Крейнин
- Лея (библейское Лия) — Леин, Лейкин, Лейков
- Либа — Либин, Либкин (Липкин — записанная «на слух» фамилия с оглушением звука «б»).
- Малка — Малкин
- Менуха — Менухин
- Меня — Менис
- Мейта — Мейтис
- Милка — Милкин, Мильчин
- Минна (уменьшительная форма Миндл) — Минкин, Миндлин
- Мирьям (уменьшительная форма Мирка) — Марьясин, Миркин, Мирчин
- Неха — Нехес
- Нехама — Нехамкин, Нехамкис/Нехамкес
- Песя — Песин, Пескин, Песис
- Пая — Паин, Пайкин, Паис
- Перл — Перлин, Перлов
- Ривка (библейское Ревекка, уменьшительная форма Рива) — Ривкин (Рывкин, Рифкин), Рывкис, Ривлин, Ривелес
- Райца — Райцин, Райцес, Райкин
- Рейза (это имя переводится как «роза») — Рейзис, Рейзин, Резин, Рейзлин, Ревзин, а также Розин
- Рода — Родин, Родкин
- Роня — Ронин, Ронкин
- Рася/Рося (уменьшительное от Рохл) — Росин, Расин, Роскин, Раскин
- Рохл (библейское Рахиль) — Рохлин, Рахлин, Рахлис
- Сима — Симин, Симес, Симкин
- Слава — Славин, Словин, Славкин, Славцис
- Сора (библейское Сарра) — Сорин, Соркин, Сурин, Суркис
- Сося (уменьшительное от Сарра) — Сосин, Соскин
- Тамар (уменьшительное Тема) — Тамаркин, Тумаркин, Темкин(Тёмкин)
- Тойба — Тойбин, Товбин, Тайбин
- Трайна — Трайнин
- Фейга — Фейгин, Фейглин
- Фрума — Фрумин, Фрумкин
- Фрейда — Фрейдин
- Фрида — Фридкин
- Хава(библейское Ева) — Хавин, Хавкин
- Хая — Хаин, Хайкин
- Ханна — Ханин, Ханкин, Ханелис/Ханелес
- Хася/Хеся — Хасин, Хесин, Хаскин
- Цивья — Цивкин
- Цейтл — Цейтлин, Цейткин, Цейткис, Циткис
- Цеся — Цесин
- Ципора — Ципкин, Ципес (Ципис)
- Черна — Чернин
- Шейна (Шейндл) — Шейнин, Шенкин (из Шейнкин), Шейнис, Шейнделис
- Шифра — Шифрин, Шифрес
- Шпринца — Шпринцелес
- Эстер (уменьшительные Эта) — Эстрин, Эстеркин, Эстерлис, Эткин
- Эла (уменьшительное Элька) — Элькин, Эльцин, Эльцис
- Яхна — Яхнис

Оригинальная группа матронимических фамилий бытовала в некоторых местностях на Украине и в Белоруссии. Эти фамилии были образованы от женских прозвищ, причём сами эти прозвища были образованы от мужских имен с помощью суффикса «-иха»: Сендерихин (от прозвища «Сендериха», то есть «жена Сендера»), Лемелихис (от прозвища «Лемелиха», то есть «жена Лемеля»), Пейсихис (от прозвища «Пейсиха», то есть «жена Пейсаха») и т. п.
У евреев, живших в странах ислама, матронимические фамилии встречаются гораздо реже (например, их нет среди горских евреев), но всё же существуют. Напрямую от женских имен образованы несколько десятков фамилий евреев Магриба (в том числе Азиза, Гануна, Жохар (Johar), Лалум, Султана, Шушана и Ямина). Некоторые фамилии из того же региона начинаются на арабский префикс бен (разговорная форма от литературного ибн «сын»): Бен Нуна, Бен Плата, Бен Шуша, Бен Эстер и Бен Ямина. Распространённая среди выходцев из Марокко фамилия Охана образована с помощью префикса «о-», который в берберских языках означает «сын», возможно, от женского имени имени Ханна и означает «сын Ханны». В Ираке фамилии, образованные от женского имени, обычно давали рано осиротевшим детям, которых воспитывала мать-вдова; в этом случае фамилией становилось непосредственно имя женщины, без изменений. Так образовались, например, фамилии Хавва и Марьюма, а также Латифа (последнее — имя изначально арабского происхождения, но в среде иракских евреев арабские имена использовались довольно часто.)

### Фамилии, отражающие характеристики, свойства характера или черты внешности носителей
Фамилии такого рода есть практически во всех еврейских этнографических группах, и образованы как от слов еврейских языков (иврит, идиш, ладино), так и от слов на языках народов, среди которых жили евреи.
Так, у евреев-ашкеназов встречаются такие фамилии, как Шварц («чёрный» на немецком языке и на идиш, то есть фамилия указывает на чёрный или тёмный цвет волос), Чарный, Чорный и Черняк (то же по-польски, по-украински или по-русски), Вайс («белый», то есть светловолосый), Бялый, Бялик, Беленький и т. п., Рот («красный», то есть «рыжий», по-немецки) и Ройт (то же значение на идиш), Вайсбард/Вайсборд/Вайсбурд («белобородый»), Шварцбард («чернобородый»), Гросс/Гройс («большой», по-немецки и на идиш), Клейн(ер) («маленький»), Штиллер («тихий»), Штемлер («заика») и т. п. Фамилия Фрум(ер) означает «набожный», а фамилия Файн — «красивый», так же как и фамилия Шейнер. К фамилиям такого рода, образованным от слов немецкого языка или языка идиш, часто добавлялся формант «-ман» («человек») — Вайсман, Гроссман, Шварцман, Штаркман (от «штарк» — «сильный») и т. п.
Фамилия Ал(ь)тер означает «старший» и связана с существовавшим у ашкеназских евреев обычаем: если в семье несколько детей подряд умирали в раннем детстве, то следующего родившегося ребёнка долгое время оставляли вообще без «бытового» имени, а звали просто «старший», в надежде таким образом сбить с толку Ангела Смерти (таким образом, данная фамилия нередко является патронимической). Фамилия Сирота (с вариантом Сироткин и т. п.) отражает соответствующий факт из биографии первого носителя.
В Умани и окрестных местечках в начале или середине XIX в. многие евреи получили такие фамилии, как Горбатый, Голоногий, Горбонос, Крутоног, Куценогий, Мудрик, Обсушенный, Проворный, Розумный, Толстоног, Здоровяк, Двухбабный. Фамилии этого типа были и у евреев в других местностях Российской империи, хотя и не в таком обилии.
Фамилии, отражающие характеристики человека, могли образовываться и от слов на языке иврит. Так, распространённая фамилия Иоффе (Яффе) образована от ивритского слова, означающего «красивый», еврейская фамилия Котин — не от слова «кот», а от слова «катан» (в ашкеназском произношении «котн»), означающего «маленький», а фамилия Адмони — от слова «адом» («красный», то есть указывает на рыжий цвет волос).
Фамилии Алуф, Ил(л)уй, Ламдан, Хариф образованы от различных слов ивритского происхождения, обозначающих усердного ученика и знатока Торы (с некоторыми нюансами в значениях).
У евреев-потомков изгнанников из Испании встречаются такие фамилии, как Альбо («белый»), Буэно («хороший», «добрый»), Калладо («тихий») и т. п., а у евреев арабских стран — такие, как Лашкар («светловолосый», так же можно сказать о рыжеволосом), Абулафия («обладающий крепким здоровьем»), Заири («низкорослый»), Тауиль («высокий»), Арбиб «пасынок» и т. п. (все эти фамилии встречаются также и среди собственно арабов). Азенкот («газель») и Бохбот «обжора» (обе на основе берберского), а также Бускила «человек с пейсами» (на арабском диалекте) встречались в Марокко только у евреев.

### Фамилии, образованные от профессий

#### Фамилии, образованные от профессий и занятий, связанных с религией и общинной жизнью
К таким фамилиям относятся:
- Рабин, Раби, Рабинович, Рабинов, Рабинер — от «раввин».
- Подрабинек — «помощник раввина».
- Меламед — от ивритского слова, означавшего «учитель, преподаватель». Следует иметь в виду, что в еврейской среде в XVIII—XIX веках этим словом называли только преподавателя религиозных дисциплин. От этой же профессии преподавателя религиозных дисциплин образованы и еврейские фамилии с русским корнем (Учитель) и с немецким (Лерер).
- Спектор, Шпектор — от польского слова, означавшего «помощник меламеда», на идише «белфер», отсюда Бельфер(ман)
- Клойзнер, Клаузнер — От слова на идише «клойз». Этим словом называлось специальное помещение при синагоге, предназначенное для изучения Торы, Талмуда и раввинистической литературы[21]. Соответственно, тот, кто все своё время посвящал такой учёбе, назывался «клойзнер».
- Шамес, Шамус, Школьник, Шульман — служка в синагоге[22]. На идише синагога называлась словом «шуль», дословно — «школа». В обязанности служки, среди прочего, обычно входило созывать по утрам прихожан на молитву. Для этого он обходил местечко и стучал в ставни — и поэтому должность его часто в обиходе на идиш называлась «шулклапер», от «шуль» («синагога») + «клапн» («стучать»), в южных диалектах — «шилклопер», и от этого слова тоже была образована соответствующая фамилия. В северных диалектах идиш возникла аналогичная по смыслу фамилия Клемперер (буквально «колотильщик (по окнам, чтобы созвать на молитву)».
- Фамилии, образованные от профессий, связанных с забоем скота в соответствии с требованиями иудаизма
  - Шо(й)хет — от ивритского слова, означавшего «тот, кто осуществляет забой скота в соответствии с требованиями иудаизма». Этот корень с немецким суффиксом «-ер» дал в идише слово «шехтер» от которого образовалась фамилия Шехтер. На Украине и в Белоруссии окружающее славянское население называло забойщиков скота словом «резник», и от этого слова образовались фамилии Резник, Резников, Резниченко и т. п. Изредка фамилии Резник и производные встречаются и у украинцев (в значении «мясник»).
  - Менакер — человек, очищающий заднюю часть туши от запрещённых (согласно правилам кашрута) в пищу жил и нутряного жира.
  - Бо(й)дек (от ивритского слова, означающего «проверяющий» — человек, проверяющий уже забитое животное на предмет соответствия условиям кошерности.
- Габай (Габе, Габбе и производный вариант Габович) — староста синагоги, ведающий денежными вопросами[23]. В ашкеназском произношении это слово звучало как «габо», и от этого фарианта была образована фамилия, которая в слегка изменённом виде приняла форму Кабо. Интересный вариант фамилии, образованной от этой же профессии, встречается у крымчаков — Гебеледжи (от ивритского корня в языке испанских евреев возникло слово гебелла — «налог», а потом, уже в Крыму, от этого слова с помощью тюркского суффикса «-джи» было образовано крымчакское название профессии)
- Неэман (Нееман) — доверенное лицо общины, в обязанности которого входили, в частности, переговоры с местной администрацией (а при необходимости и с вышестоящим начальством). В Восточной Европе это слово звучало очень похоже на «Нейман», то есть как слово, образованное от немецких корней «neu» («новый») + «Mann» («человек»), и у части носителей фамилия была записана именно в таком виде, совпав с омонимичной фамилией немецкого происхождения. С другой стороны, сама эта профессия на идиш называлась словом славянского происхождения «верник», и в таком виде тоже была зафиксирована как фамилия (Верник, Верников).
- Со(й)фер — писец священных текстов (свитков Торы и мезуз)[24]. Среди евреев Сирии распространена фамилия, образованная от арамейской формы этого слова — Сафра (англ.).
- Лейнер, Лайнер — чтец Торы (от глагола «лейенен» на идише, означающего «читать»).
- Даян — судья в раввинском суде[25]. В ашкеназских диалектах ударение в этом слове падает на первый слог, поэтому при записи этой фамилии «на слух» возникли варианты Даин и Даен.
- Маг(г)ид, Магидсон — странствующий проповедник[26].
- Хазан, Хазанович, Хазанов, Кантор, Канторович — кантор (человек, ведущий богослужение в синагоге). От описательного названия этой же профессии на идиш образована фамилия Шульзингер (от «шуль» — «синагога» и «зингер» — «певец»). У многих еврейских носителей фамилий Зингер (то есть просто «певец») и Спивак (с тем же значением) изначально тоже имелся в виду именно кантор в синагоге.
- Талесник — изготовитель специальных молитвенных покрывал (талитов) (в ашкеназском произношении такое покрывало называется «талес»).
- Шадхен, Шадхин, Шадхан — сват.[27]

К фамилиям, обозначающим связанные с религией профессии, относятся и некоторые фамилии-аббревиатуры:
- Шуб — «шохэт у-водэк» — «резник и проверяющий» (в смысле «проверяющий правильность кошерности мяса»).
- Шур — «шохэт вэ-рав» — «резник и раввин».
- Шац — «шлиах-циббур» — дословно «посланник общины», этим термином называли кантора.
- Шабад — «шлиах бэт-дин» — «посланник (раввинского) суда».
- Рок — «рош кэhилла» — «глава общины».
- Рабад — «рош бэт-дин» — «глава (раввинского) суда».
- Дац — «даян цэдэк», «праведный судья».

#### Фамилии, образованные от профессий общего характера
Как и у других народов, у евреев значительная часть фамилий образована от названий профессий или рода деятельности.
Существуют специфическе аспекты еврейских фамилий, образованных от названий профессий.
Во-первых, на составе общего «списка» таких фамилий сказались особенности положения евреев в экономической системе тех народов, среди которых евреи жили. Поэтому среди еврейских фамилий сравнительно много фамилий, связанных с торговлей, и очень мало фамилий, связанных с сельским хозяйством (евреи были по преимуществу городскими жителями).
Во-вторых, евреи, особенно в Восточной Европе, пользовались несколькими языками — как ивритом, так и языком (а иногда и несколькими языками) окружающего населения, а также зачастую ещё и каким-либо из еврейских языков диаспоры (идишем или ладино). Кроме того, евреям часто приходилось переселяться из одной страны в другую (или в многонациональных империях из области, населённой одним народом, в область, населённую другим). Это приводило к тому, что фамилии от одной и той же профессии могли образовываться с помощью слов из разных языков, а иногда с помощью основы из одного языка и окончания из другого. Так, в одном и том же городе Российской империи могли оказаться соседями носители фамилий Хаят (Хаит), Шнайдер, Шнейдер, Портной, Кравец, Кройтор, а также, скажем, Шнейдеров и Портнов. Все фамилии в этом примере образованы от слов со значением «портной», но на разных языках — слово «хаят» означает «портной» на иврите, «шнайдер» на идише и по-немецки, «шнейдер» — транслитерация с немецкого, «кравец» — по-белорусски, по-украински, и по-польски, а «кройтор» — по-румынски. При этом фамилия Шнейдеров образована от немецкого слова с помощью русского фамильного окончания -ов, а фамилия Портнов образована по обычной модели для русских фамилий, и такую же в точности фамилию носят многие русские. Аналогичная ситуация и с фамилиями, образованными от слов со значением «сапожник» — среди евреев можно встретить людей по фамилии Сандлер (от ивритского «сандлар»), Шустер (от немецкого слова или слова на идиш), Сапожник и Сапожников (от русского слова), Чизмару (из румынского языка).
В большинстве случаев еврейские «профессиональные» фамилии представляют собой просто название профессии, независимо от языка, из которого взято соответствующее слово. Однако иногда использовались фамильные окончания, особенно в некоторых областях Российской империи. Так возникли фамилии, упомянутые выше (Сапожников, Портнов, Шнейдеров) и некоторые другие, например, Ботвинников (от белорусского «ботвинник» — «зеленщик»), Рыбаков, Винокуров, Крамаров (от украинского «крамарь» или белорусского «крамар» — «лавочник»), Глезеров (от идиш «глезер» — «стекольщик») и т. п. В последнем примере русское окончание «-ов» добавлено к немецкой или идишской основе. (Фамилия Глезер существует и в исходной идишской форме, без окончания). Иногда использовался украинский формант «-енко» (Кушниренко от украинского «кушнир» — «скорняк», Шкляренко — от польского «шкляр» — «стекольщик») и белорусский формант «-енок» (Шкляренок).
Иногда к фамилии, особенно на основе идиша или немецкого, добавлялся формант «-ман» («человек»), так возникли фамилии Гендлерман (от «гендлер» — «торговец, разносчик»), Шустерман («шустер» — «сапожник»), Шнейдерман («шнейдер» — «портной») и т. п. Однако этот же формант может быть непосредственно частью названия профессии, например, фамилия Фурман означает «извозчик» (от немецкого Fuhre — «повозка»), а фамилия Кауфман (с вариантами Койфман и др.) означает «купец», от немецкого kaufen («койфн» на идиш).
Если данная профессия была не у первого носителя фамилии, а у его отца, то для образования фамилии мог использоваться немецкий формант «-зон/-сон» (Прейгерзон от «прегер» — «чеканщик», Глезерсон и т. п.) или славянский формант «-ович» (Бляхерович от «бляхер» — «жестянщик», Кушнирович от «кушнир» — «скорняк», Хайтович от «хаят» — «портной» на иврите и т. п.)
Иногда для образования «профессиональной» фамилии использовался формант «-ский» (Резницкий, Котлярский и др.).
Фамилии, образованные от названия профессий, охватывают практически весь спектр еврейской хозяйственной деятельности. Это и профессии ремесленников: жестянщик (Блехер, Блехерман, Бляхер, а также Канегисер/Канегиссер и Клемпнер), медник (Купершмид — от немецкого слова, Мосеонжник — от польского слова), переплётчик (Бухбиндер), печатник (Друкер), стеклодув (Гутник) т. п., и такие профессии, как носильщик (Трегер, Трейгер) и водовоз (Вассерман — от немецкого слова, Сакаджиу — от румынского), и фамилии, связанные с медициной (Рофе, Ройфе — от ивритского слова, означающего «врач», а также Доктор, Фельдшер, Шпитальник — от польского слова, означавшего «работник в больнице для бедных»), и фамилии музыкантов (Клейзмер — на идише это слово означает «музыкант», Музыкант, Цимбалист, Гейгер — от немецкого слова, означающего «скрипач»). Есть фамилии строителей (Штейнер — от немецкого слова со значением «каменщик», Плотник и др.) и фабричных рабочих (Гиссер — «литейщик», Гамарник — «плавильщик», Дрейер, Дрекслер, Токер, Токарь — «токарь»). Есть фамилии, связанные с ювелирным делом (Гольдшмид, Зильбершмидт — от немецких слов со значением «золотых/серебряных дел мастер», Цойреф — от ивритского слова, означающего «ювелир», Шлифер и Штейншлифер — от немецкого слова, означающего «огранщик»).
Многие еврейские фамилии связаны с торговлей — Крамер («лавочник»), Гендлер (реже Гандлер) («торговец», часто с указанием специализации — Бухгендлер «торговец книгами», Вайцгендлер «торговец зерном», Миценгендлер «торговец шапками»), Магазинер (хозяин магазина), Меклер («маклер»), Фактор («посредник»), Сойхер («торговец», слово на идиш ивритского происхождения), Кауфман/Койфман, Купчик и многие другие.
Довольно многие фамилии связаны с винокурением и торговлей вином (в Восточной Европе в этой отрасли экономики было много евреев) — Винник, Винокур, Шенкер («шинкарь», с вариантами фамилии Шенкар, Вайншенкер, Шейнкман и др.), Корчмар и Кречмер («корчмарь», на идиш — «кречмер»), Дистилятор (от румынского слова, означающего «винокур»), Гуральник (от украинского слова, заимствованного также и в идиш), Горелик, Ликворник (от польского слова), Броварник (по-украински «пивовар»), Брайер (от слова на идише) и другие.
Фамилий, связанных с сельским хозяйством, сравнительно мало, так как евреи в Европе были преимущественно городскими жителями. Тем не менее такие фамилии всё же есть — Бауэр/Бауер («крестьянин»), Аккерман («земледелец»), Рольник (от польского слова, означающего «крестьянин»), Шефер («пастух»).
Фамилии, образованные от названий профессий, были распространены среди евреев во всех странах. Так, у евреев арабских стран были распространены такие фамилии, как Абитболь («человек барабанов» (изготовитель, торговец или музыкант)), Асераф («ас-сараф», по-арабски означает «меняла»), Хаддад («кузнец»), Асаяг («ас-саяг», «ювелир»), Дахан («маляр»), Наджар («плотник»), Себаг («красильщик»), Турдж(е)ман («переводчик») и др. У крымчаков встречаются такие фамилии, как Бакши (тюркское слово со значением «учитель»), Биберджи («растящий перец»), Пенерджи (сыровар) и др., у евреев на территории бывшей Османской империи — наряду с фамилиями на основе арабского языка — такие тюркоязычные фамилии, как Кабабчи («продавец кебабов»), Кундарчи («сапожник»), Саачи («часовщик»), Танакчи («жестянщик»).
См. также: Еврейские фамилии (профессии)

### Фамилии, образованные от топонимов
Фамилии, образованные от топонимов (географических названий), встречаются у евреев, особенно у ашкеназов, чаще, чем у других народов. По данным А. С. Приблуды, топонимические фамилии составляют свыше 20 % (1463 из 6898) от общего числа учтенных им фамилий евреев СССР. Причина этого факта в том, что топонимическая фамилия (как правило, возникавшая из прозвища) обычно давалась тому человеку, который был приезжим (переселенцем) из другого города или другой местности. Соответственно, фамилия (или прозвище) указывала на то, откуда прибыл этот человек. Иногда, реже, такая фамилия (или прозвище) давалась человеку, который по торговым или иным делам часто ездил в другой город; так, скажем, торговец, постоянно ездивший закупать товары в Берлин, мог получить прозвище «берлинец», от которого потом могла образоваться фамилия. Такой принцип образования топонимических фамилий характерен для всех народов, а не только для евреев. Но на частоту распространения таких фамилий среди евреев повлияло то, что в средневековой Европе евреи часто подвергались изгнаниям и вынуждены были переселяться из одного города в другой и даже из одного государства в другое. Кроме того, евреи были в основном городскими жителями, а потому были более подвижны и склонны к миграциям, чем их христианские соседи. Соответственно, евреи чаще оказывались «пришельцами» и чаще получали топонимические прозвища и фамилии. Ещё одно обстоятельство, способствовавшее распространению таких фамилий — то, что в Средние века авторитетные раввины рассылали по различным общинам свои ответы (так называемые респонсы) на вопросы, касавшиеся религиозной практики. Подписывались эти респонсы, как правило, стандартным оборотом «раввин такой-то, сын такого-то, из такого-то города». Поскольку зачастую сын раввина в свою очередь тоже был раввином и тоже рассылал респонсы либо был автором какого-либо сочинения религиозного характера, а внук продолжал «династию», то оборот «из такой-то местности» в третьем поколении уже воспринимался как наследственная фамилия.
Первые еврейские топонимические фамилии принадлежали как раз представителям авторитетных раввинских династий — Минц (от названия г. Майнц), Бахрах (от названия г. Бахарах), Ландау (город в германской провинции Пфальц), Ауэрбах (город в Баварии), Вейль и др.
Эти ранние топонимические фамилии, образованные от названий германских или австрийских городов, в большинстве случаев представляют собой просто название города, без дополнительных суффиксов. Поскольку многие названия небольших германских городов представляют собой осмысленные сочетания двух немецких слов (Розенберг, Ауэрбах, Фридлянд и т. п.), то такие двусоставные фамилии стали довольно часто встречаться у германских евреев. Зачастую при переселении из такого небольшого городка в другую местность истинное происхождение такой фамилии через три-четыре поколения забывалось, и такая фамилия уже воспринималась просто как «орнаментальная», в соответствии с буквальным значением соответствующих немецких слов. Такое произошло, например, с фамилией Каценеленбоген (от названия города Катценельнбоген в Германии, которое звучит как словосочетание «кошачий локоть») и с некоторыми другими.
Такой способ образования фамилий (непосредственно название города как фамилия) сохранялся и позднее, и не только в германском ареале. Так, многие фамилии итальянских евреев тоже представляют собой просто названия городов или областей — Монтефиоре, Модильяни, Понтекорво и др. Точно также устроены и фамилии Кобрин, Туров, Гайсин — возникшие в 19-м веке на территории Российской империи, и восходящие к 14-15-м векам сефардские фамилии Севилья, Леон, Куриель и некоторые другие. Встречающаяся среди восточноевропейских евреев фамилия Падва представляет собой польский вариант названия итальянского города Падуя. Фамилия Зарудь (Заруди, Зарудий) образована от названия одного из местечек, называющихся Зарудье (населённые пункты с таким названием есть на Украине и в Брестской области в Белоруссии), а фамилия Бакшт (Бакст) — от названия местечка Бакшты в Минской области. Еврейская фамилия Львов происходит от названия одноимённого города, и от названия этого же города, только по-немецки, происходит фамилия Лемберг.
Но многие еврейские фамилии образованы с помощью суффиксов, аналогичных по значению славянскому суффиксу (с окончанием) «-ский». В частности, некоторые фамилии евреев средневековой Испании образованы от названий испанских городов с помощью окончания «-ано» (Толедано от Толедо и т. п.), а от названий германских, австрийских и чешских городов с помощью немецкого или идишского суффикса «-ер» образованы такие фамилии как Берлинер, Франкфуртер, Ландауэр, Прагер и другие. С помощью того же окончания образованы многочисленные фамилии от названий населённых пунктов в Польше, на Украине, в Белоруссии и Литве — Ласкер, Варшавер, Вильнер, Ковнер, Каминкер, Пружанер, Хмельникер и сотни других. При этом такие фамилии (то есть образованные от названий населённых пунктов в Восточной Европе с помощью суффикса «-ер») являются специфически еврейскими, в отличие от фамилий, образованных от названий германских городов — таких как Берлинер или Ландсбергер, которые могут быть как еврейскими, так и немецкими.
Множество еврейских фамилий образовано от названий населённых пунктов Восточной Европы с помощью суффикса (с окончанием) «-ский», например, Гайсинский, Гомельский, Бердичевский, Бреславский, Ямпольский, Константиновский, Теплицкий, Миргородский, Виленский, Шкловский и т. д. Так, например, существуют классификации фамилий польских евреев. Такие фамилии, также, имеют в своей основе названия населённых пунктов, находящихся на территории Польши, с прибавлением окончания «-ский», например: Варшавский (от названия столицы Польши — Варшава), Познанский (от названия г. Познань), Свержинский (от названия д. Swierzyny), Ясиновский (от названия д. Ясёново), Лапчинский (от названия д. Лапчин), Голубинский (от названия д. Голубы) и т. п. Реже использовался этот суффикс при образовании фамилий от названий германских (например, Берлинский), украинских (например, Миргородский) и других восточноевропейских населённых пунктов. Фамилия известной раввинской династии Тверский образована от названия города Тверия в Палестине (в современном Израиле), а не от названия русского города Тверь.
В начале XIX века в некоторых западных районах Российской империи фамилии от названий населённых пунктов образовывались с помощью русского окончания «-ов» (по аналогии с русскими фамилиями), особенно часто этот суффикс использовался для образования еврейских фамилий в Восточной Белоруссии (Витебская и Могилевская губернии) и на Волыни. Так возникли еврейские фамилии Свердлов и Лиознов (от названия местечек Свердлы и Лиозно в нынешней Витебской области), Сарнов (от названия местечка Сарны в нынешней Ровненской области) и некоторые другие. Иногда использовалось и русское фамильное окончание «-ин», например, в фамилиях Свердлин или Плоткин (от названия местечка Плотки в нынешней Витебской области). Фамилия Брускин образована с помощью этого суффикса от названия местечка Бруски в Могилевской области, а почти так же звучащая фамилия Брискин (Брыскин) — от названия города Брест, который по-еврейски назывался Бриск.
Реже использовался суффикс -ан/-ян, так образованы, например, фамилии Черноуцан, Друян (от названия местечка Друя), Рашкован (от названия местечка Рашков в Бессарабии) и некоторые другие.
От одного и того же названия населённого пункта фамилии могли быть образованы разными способами — например, Берлин, Берлинер и Берлинский, или Свердлов, Свердлин и Свердловский.
Часть фамилий топонимического ряда образована от названий государств и областей, в том числе исторических. Так, старинная сефардская фамилия Наварра/Наварро образована от названия королевства Наварра (существовавшего до объединения Испании), фамилия Гессен представляет собой название германского княжества, фамилия Голланд (с вариантами Холланд и др) образована от названия страны, так же как и фамилия Эстрайх (с вариантами Австрих, Оштрах, Ойстрах и т. п.), которая образована от Österreich — немецкого названия Австрии. Франкония — историческая область на юге Германии — дала одну из основ для фамилии Франк. От имён исторических областей также образованы фамилии: Волынский и Подольский (Волынь и Подолье на Украине), Бём / Бем, Бёме / Беме, нем. Böhme, Boehme (от Богемии). Встречающаяся на Балканах еврейская фамилия Корфу происходит от названия одноимённого греческого острова. Зато фамилия Турецкий не имеет отношения к Турции, а образована от названия местечка Турец нынешней Гродненской области. Аналогично, фамилия Татарский образована не от слова «татарин» и не от названия «Татария», а от названия местечка Татарск либо деревни Татарка или Татарцы.
В отдельном гидронимическом ряду стоит фамилия Дри(д)зо — от названия озера Дридзис (Дридза) в Латвии.
Ряд топонимических фамилий был образован от названий городских районов или даже конкретных зданий. В ряде городов Германии (например, в Эрлангене) словом «Нойштадт» (буквально «новый город») в давние времена называли вновь отстроенные кварталы. Интересно, что после эмиграции из нацистской Германии известный фотограф Нойштадтер (нем. Neustädter) «локализовал» свою фамилию на английском, как Ньютон. Фамилия Альтшул(л)ер образована от названия «Altschul» (Старая синагога), от названия синагоги в Йозефове — еврейском квартале Праги. К этой же группе можно отнести и фамилии, данные по вывескам на домах своих первых носителей. Так был образован, например, ряд фамилий евреев средневекового Франкфурта-на-Майне: Адлер (нем. орёл, по изображению орла на доме, где жил первый носитель фамилии), Штраус («страус»), Ганс («гусь»), Штерн («звезда»), Эйнгорн («единорог») и просто Ротшильд («красная вывеска») и Шварцшильд («чёрная вывеска»).
В странах ислама еврейские топонимические фамилии (так же как и топонимические фамилии неевреев), как правило, образовывались с помощью арабского окончания «-и», аналогичного по значению славянскому «-ский» и немецкому (идишскому) «-ер». Так образовывались фамилии типа Багдади, Ширази, Масри (от арабского названия Египта — Миср), Кабули и т. п. По такому принципу образованы, например, многие фамилии йеменских евреев — Цанъани (от еврейского названия столицы Йемена города Сана), Дамари (от названия города Дамар (англ.), в 90 км к югу от Саны), Рацъаби (от еврейского названия посёлка Рисаба/Расаба, между Саной и Дамаром) и др. Часто в состав таких фамилий входит арабский определённый артикль «аль-», например, от названия марокканского города Фес образована фамилия Аль-Фаси (Альфаси), а от названия города Гренады ещё во времена мусульманского владычества в Испании возникла фамилия Аль-Гранади. Часть носителей этой фамилии несколько веков спустя переселились в Европу, где эта фамилия, постепенно видоизменяясь, приняла форму Агранат.
В Османской империи и в зависимых от неё областях топонимические фамилии часто образовывались с помощью турецкого суффикса «-ли» (Измирли — «житель Измира» и т. п.) С этим же суффиксом образована, например, и встречающаяся у крымчаков фамилия Мангупли — от названия населённого пункта Мангуп в Крыму.
У евреев общины Бней-Исраэль из Индии топонимические фамилии образовывались с помощью форманта «-кар»: Гхосалкар, Шапуркар, Раджпуркар и т. п. (соответственно от названий населённых пунктов Гхосал, Шапур, Раджпур в окрестностях Бомбея).
Поскольку топонимические фамилии представляют собой одну из старейших категорий еврейских фамилий, то многие из них (более древние, возникшие несколько веков назад) претерпели значительные изменения. Выше приводились примеры таких изменений (Агранат от Аль-Гранади). Таких примеров можно привести множество, и зачастую в современном звучании фамилии трудно узнать исходный топоним. Так, фамилия Шапиро происходит от названия германского города Шпейер, Лифшиц (Лившиц и др.) — от немецкого названия (Liebeschitz) чешского города Libšice или от города Liebschütz в Тюрингии) , Гальперин — от названия немецкого города Хайльбронн. Распространённая среди евреев Италии фамилия Морпурго образована от Марбург, немецкого названия города Марибор, распространённая среди евреев Белоруссии фамилия Гордон образована от названия города Гродно (и не имеет отношения к такой же по звучанию шотландской фамилии), фамилия Гуревич (Гурвич, Горвиц и т. п.) — от названия чешского городка Горжовице (чешск.), фамилия Бройде (Брауде) — от еврейского названия другого чешского городка Угерски Брод (англ.), и т. п.
К топонимическим фамилиям примыкают этнонимические, указывающие на народ, населявший ту или иную страну или область, рядом с которым проживали евреи. Таковы фамилии Дейч (Дайч) — означающая «немец», а также фамилии Немец (с вариантами Немцов и Немцович/Нимцович), Поляк (Поляков), Валлах (от немецкого слова, означавшего всех романоязычных жителей территорий к югу от Германии, то есть итальянцев, французов и румын), Литвак. Сюда же относятся и фамилии Ашкенази (от еврейского названия германоязычных стран — Ашкеназ) и Мизрахи (от ивритского «мизрах» — «восток»).
Фамилия Эпштейн (потомки рода Бенвениста) от города в Гнессен, Германия Eppstein.

### Декоративные фамилии
Декоративные (и, шире, вообще «искусственные», то есть не связанные с профессией, характеристиками или деталями биографии первого носителя) фамилии особенно распространены среди ашкеназских евреев. По данным А. С. Приблуды, искусственные фамилии составляют свыше 13 % учтенных им фамилий евреев СССР, то есть столько же, сколько фамилии, образованные от кличек и прозвищ, отражающих физические или духовные качества. Это объясняется тем, что такая модель образования фамилий была очень популярной в период массового присвоения фамилий евреям в Австрийской и Российской империях и в Пруссии.
Многие фамилии такого типа представляют собой сочетания двух корней немецкого языка или языка идиш. Таковы фамилии Моргенштерн («утренняя звезда»), Розенштейн («розовый камень»), Файнтух («красивая ткань»), Гельблюм — «желтый цветок» и т. п. Множество таких фамилий содержат в качестве первого элемента слово «гольд» — «золото» (Гольдбаум, Гольд(ен)берг, Гольдблюм, Гольдфиш, Гольдгаммер, Гольдгирш, Гольдмарк, Гольдштадт и многие другие; само слово «гольд» также может быть фамилией), многие другие — слово «розе» (то есть «роза» — такие фамилии, как Розенблюм, Розеншток, Розенбаум, Розенцвейг, Розенфельд и др.) или слово «глик» — «счастье» (Гликштейн, Гликштерн, Гликберг и др.)
В качестве второго элемента таких двусоставных фамилий особенно часто используются корни «штейн» («камень»), «берг» («гора»), «фельд» («поле»), «блюм» («цветок»), «цвейг» («ветка»), «баум» («дерево», в идишском варианте произношения — «бойм»). Последний из названных корней встречается как в составе чисто искусственных фамилий (Розенбаум — «розовое дерево», Биненбаум — «пчелиное дерево», Цигельбаум/Цигельбойм -«кирпичное дерево»), так и в составе фамилий, представляющих собой реально употребляемые в языке слова или конструкции — Аппельбаум («яблоня»), Танненбаум («ель»), Боксенбаум/Боксенбойм («самшитовое дерево»), Мандельбаум («миндальное дерево») и т. п.
В некоторых фамилиях такого типа корень немецкого происхождения сочетается с корнем славянским (польским, украинским или русским) — например, в фамилии Розенквит первая часть — немецкая, а вторая — украинская («цветок»).
Многие орнаментальные фамилии образованы от названий драгоценных камней, особенно часто от слов, обозначающих бриллиант на разных языках и диалектах: Бриллиант (с диалектным вариантом Берлянт), Диамант, Яглом («алмаз» на иврите) и др. Фамилия Бернштейн означает «янтарь», фамилия Перельштейн — «жемчуг», Финкельштейн — «сверкающий камень», а фамилия Кристол — «хрусталь». Фамилии Сапирштейн, Сапгир и (у части носителей) Сапир означают «сапфир», а фамилия Агатштейн — «агат». Фамилия Гарфункель (с идишским вариантом Горфункель, в южных диалектах Гурфинкель) образована от немецкого слова, обозначавшего любой драгоценный камень красного цвета (рубин, гранат или шпинель), а фамилия Иошпе/Яшпе образована от ивритского слова, означающего «яшма». Фамилия Э(й)дельштейн означает просто «драгоценный камень». Иногда фамилии такого рода указывают на то, что первый носитель фамилии был ювелиром или торговцем драгоценностями.
Многие еврейские орнаментальные фамилии основаны на ассоциациях с образами из Библии. Так, фамилии Тейтельбойм («пальма») и Цедербаум («кедр») связаны с цитатой из псалма : «Праведник цветет, как пальма, возвышается подобно кедру на Ливане.» (Пс. 91:13). Фамилии такого рода образовывались и от библейских цитат непосредственно на иврите, особенно среди евреев Российской империи (в Австрии и Пруссии власти требовали, чтобы новые фамилии образовывались от слов немецкого языка). В качестве примера можно назвать такие фамилии, как Каталхерман (от ивритских слов «ке-таль Хермон», то есть «как роса на Хермоне», Пс. 132:3, в Синодальном переводе «как роса Ермонская») или Маскилейсон (в современном израильском иврите «маскил ле-эйтан», в ашкеназском произношении «маскил ле-эйсон», переводится как «учение Эйтана», Пс.88:1, в синодальном переводе «Учение Ефама»), а также фамилии Эфрос (так в ашкеназском произношении звучит другое название города Вифлеем — Эфрат) и Кикоин (от ивритского слова «кикайон», в ашкеназском произношении «кико́йойн», название растения, под тенью которого укрывался пророк Иона — «И произрастил Господь Бог растение, и оно поднялось над Ионою, чтобы над головою его была тень») (Иона, 4:6.).
В Витебской губернии Российской империи бытовала большая группа фамилий, образованных от названий семейных кланов, упомянутых в библейской книги Чисел. Сами эти названия кланов в Библии образованы от личных имен с помощью ивритского артикля «ха-» и окончания «-и». Фамилии этого типа представляют собой либо непосредственно название клана — Гамуши (от имени Муш, Чис. 26:58), Хевруни (от имени Хеврон, тоже Чис. 26:58), Амхир (от имени Махир, Чис. 26:29), Гайцгори (от ашкеназского произношения имени Ицхар, Чис. 3:27), либо иногда образованы с помощью русского фамильного окончания — Хецрейнин/Хацревин (от имени Хецрон, Чис. 26:6) и т. п. Все эти фамилии именно орнаментальные, а не патронимические, так как образованы не от личных имён первых носителей или их отцов; более того, часть из этих имен библейских персонажей вообще не использовалась в качестве личных имен евреев в XVIII—XIX веках.
Ассоциация фамилии с библейскими образами могла быть и менее прямолинейной. Так, ряд еврейских фамилий образован от наименований так называемых «семи видов растений» (англ.) Земли Израиля, перечисленных в книге Второзакония: «Ибо Господь, Бог твой, ведет тебя в землю добрую, в землю, (где) потоки вод, источники и озера выходят из долин и гор, в землю, (где) виноградныегранатовые (Втор. 8:8). К этой группе могут относиться (в некоторых случаях) фамилии Вайц („пшеница“), Гершт („ячмень“), Вайнреб(е) („виноградная лоза“), Мильгром („гранат“) и ряд других.
С библейскими образами связана и часть фамилий, образованных от названий цветов (не растений, а красок). Ассоциация в данном случае была с описанием нагрудника первосвященника в книге Исхода (см. Исх.28:13-29, а также 39:13-30). Согласно библейскому описанию, нагрудник был украшен двенадцатью различными драгоценными камнями, символизировавшими 12 колен Израилевых. Соответствующие камни, а также цвета этих камней стали в еврейской традиции восприниматься как символы этих колен. Так, красный цвет был символом колена Рувима (Реувена), зелёный — колена Симеона (Шим’она), белый — колена Завулона, чёрный — колена Иосифа, и т. д. С этой символикой связано (у части носителей) происхождение таких фамилий, как Рот („красный“), Вайс („белый“), Геллер („жёлтый“ — в тех случаях, когда на идиш в этой фамилии начальный звук именно взрывной, как северо-русский „г“, а не фрикативный, как украинский и южнорусский „г“) и некоторых других. Следует учитывать, что у другой части носителей эти фамилии имеют иное происхождение — либо отражают особенности внешности первого носителя (например, цвет волос или оттенок кожи), либо были произвольно назначены чиновниками в Австрии или германских государствах в конце XVIII — начале XIX веков без всякой связи с библейскими образами.
Нетривиально происхождение таких орнаментальных еврейских фамилий, как Король (в Германии и Австро-Венгрии — Кайзер, Кёниг), Принц и некоторых других подобных им. Эти фамилии (в некоторых семьях) могут быть связаны с тем, что их первые носители исполняли соответствующие роли в традиционных народных представлениях (так называемых пурим-шпиль) на праздник Пурим, и названия этих ролей превратились в прозвища „артистов“, а затем и в наследственные фамилии.

### Фамилии, образованные от ивритских корней
Большинство еврейских фамилий ивритского происхождения — это фамилии, образованные от личных имен, как мужских, так и женских. Верно и обратное: подавляющее большинство еврейских фамилий, образованных от мужских собственных имен и примерно половина еврейских фамилий, образованных от женских собственных имен, имеют в своей основе ивритские корни. (Среди мужских собственных имен, бытовавших в еврейской среде до конца XVIII века имен неивритского происхождения довольно мало — Гирш, Вольф, Лейб, Мендл, Александр с вариантами Сендер/Шендер, Калонимус/Кальман, да ещё Марк(ус), употреблявшееся как замена при общении с христианскими соседями для имени Мордехай, а также довольно редкие Буним и Файвуш и немногие другие. К тому же у мужчины, даже если основным бытовым его именем было имя неивритского происхождения, обязательно было и второе имя, ивритское. А вот среди женских личных имен неивритских гораздо больше — германские по происхождению Перл, Фейга, Голда, Гута/Гита, Шейна, Ента, Фрума, Фрейда, славянские Злата, Чарна/Черна, Милка, Слава и даже французское Бейла (от Белла) и французское или испанское Рейна, хотя они все равно употреблялись реже, чем библейские вроде Сара, Рахель, Лея, Дво(й)ра и т. п. или постбиблейские, но ивритские по происхождению Хая, Малка и др.) По данным А. С. Приблуды, 77 % патронимических и 48 % матронимических фамилий евреев СССР образованы от имён ивритского происхождения.
Много фамилий ивритского происхождения происходят от названий профессий и занятий, но это почти исключительно профессии/занятия, связанные с религиозной или общественно-религиозной стороной жизни: Меламед, Магид, Хазан, Габай, Даян, Шо(й)хет и т. п. (Фамилия Рабин(ович), хотя и имеет ивритский корень, образована не непосредственно из иврита, а от польского, украинского или белорусского слова, которое в свою очередь восходит к древнееврейскому языку). Однако встречаются и фамилии, образованные от ивритских названий профессий, не связанных с религией — Хаят/Хаит (портной), Ро(й)фе (врач), Рок(е)ах (фармацевт), Цо(й)реф (ювелир), Со(й)хер (торговец). От ивритского слова образована и фамилия Сандлер (в иврите „сандлар“ — сапожник), но в самом иврите это слово не исконное, оно заимствовано из греческого ещё в античную эпоху. Ивритское происхождение имеют и почти все фамилии-аббревиатуры. (Исключением являются аббревиатуры от географических названий, например, Наш (נ»ש) — от Нейштадт — и некоторые другие.)
Из фамилий ивритского происхождения, отражающих свойства или характеристики человека, отметим Яффе/Иоффе (от ивритского יפה — красивый), Адмони (от ивритского אדום — красный, в данном случае для указания на рыжий цвет волос), Котин (от ивритского קטן — в ашкеназском произношении «котн», означающего ‘маленький’) и Ламдан (от ивритского למדן, означающего «усердный ученик»). Фамилия Кабцан/Капцан, образованная от ивритского «нищий», в некотором смысле занимает промежуточное положение между фамилиями-характеристиками и фамилиями-профессиями.
Есть и «декоративные» еврейские фамилии ивритского происхождения. К таковым относятся, например, Хейфец/Хейфиц (исторически соответствующее ивритское слово означало «ценная, желанная вещь», в современном иврите это слово произносится как «хефец» и означает просто «вещь, предмет», не обязательно ценный), Эвентов (от «эвен това», «драгоценный камень»), Йашпе/Иошпе (от «йашпе» — «яшма»), Сапир (от «сапир» — «сапфир», та часть носителей фамилии, у которых эта фамилия не есть искажённое название города Шпейер, тж. см. выше), Яглом (от «яhалом» — алмаз), Иомдин (от «йом дин», «Судный день»), Гурарий (от «гур-арье», то есть «львенок»). В основе фамилии Ионтеф/Ионтев тоже лежит ивритское словосочетание «йом тов», означающее «праздник», но фамилия эта образована не непосредственно от ивритского словосочетания, а от слова из языка идиш. Можно к группе «декоративных» фамилий ивритского происхождения отнести и фамилию Маргалит/Марголис/Маргулис (на иврите — «жемчуг»); любопытно, что эта фамилия фактически образована от женского имени. Дело в том, что в Средние века ашкеназскими евреями было заимствовано женское имя Маргарита, но в видоизменённой форме — Маргалит, так как в таком виде это имя звучало как ивритское слово, означавшее «жемчуг». А в более поздний период Маргалит как женское имя практически полностью было вытеснено «переводом» — именем Перл, так что фамилия Маргалит перестала восприниматься как матронимическая.

## Фамилиисефардов
Существует два определения слова «сефард»: узкое и широкое. В узком смысле речь идёт о тех евреях, которые жили на Пиренейском полуострове и их потомках. В более широком смысле в число сефардов также включают тех евреев, которые следуют сефардскому религиозному ритуалу; в этом случае в данную категорию попадают, помимо сефардов в узком смысле, и те евреи, предки которых, возможно, никогда не были ни в Испании, ни в Португалии. При этом в некоторых пользующихся сефардским ритуалом еврейских общинах действительно значительная часть евреев является потомками изгнанников с Пиренейского полуострова. Это верно, например, для еврейских общин Северной Африки (особенно Магриба), Балканского полуострова и Италии. С другой стороны, в таких странах, как Ирак и Иран, а также на Кавказе и в Средней Азии, где местные еврейские общины также следуют сефардскому ритуалу, потомков испанских и португальских евреев очень мало либо вообще практически нет.
В данном разделе мы будем понимать термин «сефард» в некоем промежуточном значении, то есть «сефардскими» будем условно называть фамилии евреев тех стран и областей (Магриба, Балкан, Италии), в которых после 1492—1498 осело значительное число евреев. Такой подход объясняется тем, что нередко формально установить присутствие предков современных носителей той или иной семьи на Пиренейском полуострове не представляется возможным; более того, семьи из Магриба или Италии были смешанного происхождения (часть предков — из Испании или Португалии, часть — попали в Магриб или Италию непосредственно из Восточного Средиземноморья).
Существует несколько независимых групп сефардских фамилий. Во-первых, уже до изгнания евреев в 1492 г. из Испании и в 1497 г. из Португалии, немало местных семей носило наследственные именования: древнееврейского или арамейского происхождения (Габбай ‘сборщик налогов’, Сарфати ‘француз’), арабского (Абулафия ‘человек с хорошим здоровьем’, Камхи ‘пшеничный’, Алкалаи ‘из г. Алкала’), испанского, каталанского, арагонского или португальского (Амарильо ‘желтый’, Амиго ‘друг’, Каро ‘дорогой’, Негро ‘чёрный’, а также многочисленные фамилии, происходящие от топонимов, такие как де Леон, Кастро, Куриель, Ларедо, Наварро, Толедано и Франко). От мужских имен произошли Абоаб, Аттиа(с) (оба — с арабскими корнями), Намиас (вариант имени Нехемия), Амадо (дословно ‘любимый’), Буэно (‘хороший’), Видаль (от корня ‘жизнь’) и Лумброзо (‘полный света’), Абрабанель (от фонетического варианта имени Авраам + испанский уменьшительный суффикс -ель). Большая часть изгнанников поселилась в Восточном Средиземноморье, которое принадлежало Османской империи, и поэтому фамилии, звучащие как испанские, которые мы встречаем несколько веков спустя в таких общинах, как Салоники, Измир (Смирна), Стамбул, по всей видимости, тоже образовались ещё до изгнания (хотя и не исключена возможность их создания уже в Османской империи; это, прежде всего, справедливо для фамилий, совпадающих с еврейскими мужскими именами).
Вторая обширная группа — фамилии марранов. В момент изгнания евреев десятки тысяч евреев Испании и Португалии перешли в христианство и при этом приняли типично христианские фамилии. Большая часть из этих фамилий — именования широко распространённые среди католиков, образованные от мужских имен, такие как Альварес, Гомес, Гонзалес, Диас, Лопес, Мендес, Нуньес, Перес, Рикардо, Родригес, Фернандес, Хименес или Энрикес. Среди других групп фамилий испанцев или португальцев, принятых новыми христианами, — Гатеньо, да Коста, да Сильва, Карвальо, Оливейра, Перейра, Писарро, Сантос и Суарес. В течение последующих нескольких веков, некоторое количество марранских семейств, которые по-прежнему продолжали тайно исповедовать иудаизм, покинуло Пиренейский полуостров, где свирепствовала инквизиция, и переехало в некоторые итальянские города (Феррара, Анкона, Венеция), Гамбург, и Голландию (прежде всего, в её столицу — Амстердам), где они официально вернулись к религии их предков. Начиная с 1591 г., по приглашению Великого герцога Тосканы Фердинандо де Медичи первые марраны стали появляться в итальянском городе Ливорно. Начиная со второй половины 17 в., большая марранская община также образовалась в Лондоне. При возвращении в иудаизм многие семьи сохранили те официальные фамилии, которые они носили, когда были католиками в Португалии или Испании, и поэтому все вышеперечисленные наследственные именования стали использоваться в вышеназванных еврейских общинах. Среди дополнительных примеров — Кальво, Кампос, Кардосо, Нетто, Осорио, Пессоа, Спиноза (Эспиноса) и Фонсека. В то же время, часть семей поменяла фамилию или на ту, которую носили еврейские предки до насильственного крещения (Абарбанель, Абендана, Буэно, Габбай), или на новые, типично еврейские, фамилии (Барух, Бен Исраэль, Исурун, Цадок).
Третья группа — фамилии евреев Италии. Сюда относятся и фамилии, принятые марранскими семьями после их переезда на Апеннинский полуостров, и те, которые были взяты семьями, предки которых попали на эту территорию за много веков до приезда марранов. Кроме того, в XIII—XVI вв. в Северную Италию переехало немало ашкеназских евреев, которые, как правило, не имели фамилий. Среди фамилий, принятых евреями Италии различного происхождения (в том числе и ашкеназского), — Леви и Коэн, а также десятки образованных от названий итальянских городов (Анкона, Асколи, Болонья, Верона, Вольтерра, Кампаньяно, Кастельнуово, Милано, Модена, Модильяно (искажённая в Османской империи форма — Модиано), Монтефиоре, Перуджа, Понтекорво, Реканати, Романо и т. д.). Часть этих фамилий оканчивается, как и многие фамилии в семьях итальянских католиков, на суффикс множественного числа -и: Модильяни, Финци. Этот же формант присутствует и в фамилии Росси (от rosso — ‘красный, рыжий’), то есть, ‘рыжие’ или ‘семья рыжих’. Часть фамилий Италии происходит от мужских имён местного происхождения, которые использовали итальянские евреи: Вентура (дословно ‘удача’), Консильо (частично созвучно имени Иекутиель), Сервадио (‘слуга Бога’, калька имени Овадия).
Четвёртая группа — фамилии стран Магриба. Только в Марокко в конце XV в. осело некоторое количество изгнанников с Пиренейского полуострова. Среди их потомков, например, — носители фамилий де Леон, Куриель, Ларедо и Толедано. Фамилии беженцев из Испании составляли в начале XX в. около трети фамилий евреев Марокко. В г.г. Тунис, Алжир и Триполи (Ливия), начиная с XVII в., переехало немало семей из Ливорно, и поэтому здесь мы встречаем такие типичные марранские фамилии, как Борхес да Сильва, Гомес, Карвальо, да Коста, Мендес, Мендоса, Нуньес, де Пас, Перейра, Саласар, Спиноса, Сьерра, Суарес и Эррера. В то же время, большинство фамилий марокканских, тунисских, ливийских и алжирских евреев впервые появились именно в Северной Африке. Среди них — немало тех, которые образованы на основе арабского языка: Асуэд ‘чёрный’, Бакуш ‘немой’, Серур ‘радость’, Аллуш ‘ягненок’, Шемама ‘вид пахучего растения’. Наиболее распространённые среди них означают профессии: Аталь ‘носильщик’, Аттар ‘торговец пряностями’, Дахан ‘маляр’, Наджар ‘столяр, плотник’, Накаш ‘гравер’, Сабан ‘торговец мылом’, Сараф / Асараф ‘меняла’, Саяг / Эсаяг ‘ювелир’, Себаг ‘красильщик’, Турджман ‘переводчик’, Хаддад / Аддад ‘кузнец’, Хаят (портной) и Абитболь (от корня ‘барабан’). От топонимов происходят Константини, Месгиш, Туати (все — от топонимов Алжира), Танжи (из г. Танжер в Марокко), Трабельси (из Триполи в Ливии), Джерби (с острова Джерба в Тунисе). Сарагости и Стамбули указывают на происхождение из испанской Сарагоссы и Стамбула, соответственно. Немало фамилий совпадают с мусульманскими именами. Для некоторых из них мы точно знаем из источников, что эти имена использовались евреями тоже (они были заимствованы евреями у мусульман): Маймун / Мимун(и), Марзук, Наим, Уалид (Валид), Хассун, Хаюн (Аюн). В других случаях у нас нет доказательств использования данных имен евреями: Адда, Амар, Маруан(и), Хассан. Так как немало мусульманских имен было образовано от арабских существительных или прилагательных, то некоторые фамилии, совпадающие с мусульманскими именами, могут у евреев происходить или непосредственно от данных существительных или прилагательных, или от уже от мужских имен, которые могли быть заимствованы у мусульман. Среди примеров — Тайеб (дословно «хороший»). Некоторое количество фамилий евреев Магриба происходят от имен из Библии или Талмуда: Зебулон, Нафтали, Нахмани, Нахум, Обадия, Узиель. От различных уменьшительных форм мужских имен происходят Дади, Дадуш, Дана, Диди и многие другие фамилии. От древнееврейских слов, означающих профессии, происходят Даян ‘судья’, Софер ‘писец Торы’, Хазан (у евреев Магриба данное слово имело основное значение не ‘кантор’, а ‘учитель в раввинской школе’. Широкий слой фамилий из Северной Африки начинается со слова Бен- ‘сын’ (здесь, в основном, — арабского происхождения, это разговорная форма литературного «ибн-», но в некоторых отдельных случаях — из древнееврейского). Большинство подобных фамилий — от мужских имен: Бенаюн, Бендавид, Бенмансур, Бен Муса, Беннаим, Бенсасон, Бен Симон, Бенсусан, Бен Хаим. Некоторые фамилии происходят из берберского языка, ср. Азенкот 'газель', Азулай 'кудрявый', Асулин (искажение от асулил 'утес'). Такое происхождение наиболее очевидно для именований, которые начинаются на берберский префикс У- (сын, часто произносится и пишется О-): Уакнин (Оакнин, Вакнин), Охана, Охаюн.

## Фамилии грузинских, горских, бухарских и крымских евреев
Некоторые фамилии грузинских евреев зафиксированы уже в документах XVII в.: Пичхадзе и Джинджихашвили. Многие другие фамилии упоминаются в XVIII веке и к моменту присоединения Грузии к России (1801) у большинства грузинских евреев фамилии уже были. Способ образования большинства фамилий грузинских евреев аналогичен собственно грузинским фамилиям, и заключается в присоединении к основе одного из наиболее частотных суффиксов «-швили» (груз. შვილი ‘ребёнок, дитя’; восточная Грузия) либо «-дзе» (груз. ძე, устар. ‘сын’; Имеретия, Гурия и др.). Подавляющее большинство грузинско-еврейских фамилий имеет окончание «-швили»; фамилии на «-дзе» встречаются реже. В исключительных случаях возможны варианты использования других грузинских суффиксов. Так, фамилия Крихели образована присоединением к названию грузинской деревни Крихи суффикса «-ели» (ср. Гуриели).
Как и в других регионах, фамилии грузинских евреев могут образовываться от личных имён (Арона ‘Аарон’ → Аронашвили, Исхака ‘Исаак’ → Исхакашвили,  Мамиствали (груз. мамиствали ‘око отца’)  →  Мамиствалишвили, Сепиа (уменьшительная форма от груз. сепhи ‘царский, господский’) Сепиашвили → и др.), от прозвищ и других словосочетаний (Косашвили — от груз. кhоса ‘безбородый’, Дедиашвили — от груз. деда ‘мать’, , Пичхадзе — от груз. пичхи ‘хворост’. При этом возможны пересечения с фамилиями, которые также носят и собственно грузины: Якобашвили, Давиташвили, Мегрелишвили, Цициашвили, Папиашвили и др.
У горских евреев фамилии появились только во второй половине XIX века, после присоединения в 60-х годах Кавказа к России. Фамилии горским евреям образовывались в тот период по тем же правилам, что и мусульманскому населению Дагестана и других кавказских областей — а именно, в подавляющем большинстве патронимические с помощью русского суффикса «-ов/-ев». Именно этот тип составляет почти 100 % фамилий горских евреев. Основой этих патронимических фамилий стали имена, бытовавшие среди горских евреев. При в Дагестане евреи, как и представители других народов этого края, получали фамилию по имени деда, а в других (например, в Карачае) большая семья, жившая одним кланом, получала общую фамилию от более отдалённого предка. Поскольку небольшая часть имён библейского происхождения была распространена и среди мусульман (Юсуф, Муса и ряд других), некоторые кавказские фамилии (Юсуфов/Юсупов/Исупов, Мусаев, Ибрагимов) могут встречаться как у горских евреев, так и (гораздо чаще) у представителей других народов Кавказа. Аналогично, некоторое количество имён тюркского или иранского происхождения было заимствовано горскими евреями у окружающих народов, и поэтому такие фамилии, как Карабатыров (от тюркского имени/прозвища Карабатыр — «чёрный богатырь») или Бахшиев / Бакшиев (от слова персидского происхождения «бакши», означавшего «служитель культа») также могут быть как у евреев, так и у мусульман.
Значительная часть горско-еврейских фамилий образована от имён ивритского происхождения, как библейских, так и более поздних. Если образующее их имя специфично только для евреев, либо приняло у горских евреев особую фонетическую форму, не встречаюшуюся у других кавказских народов, то соответствующие фамилии будут встречаться на Кавказе только у горских евреев. В их числе: Манахимов (от библейского Менахем — один из царей Израильского царства), Амирамов (от имени Амирам, ивритское произношение — Амрам), Авшалумов/Авшарумов (от имени Авшалум, ивритское произношение — Авшалом), Илизаров/Илазаров (от ивритского Элиэзер), Симхаев/Самахов (от имени Симха), Пинхасов, Ханукаев, Биньяминов, Ирмияев (от имени Ирмиягу) и т. п. Некоторые из таких фамилий встречаются также у бухарских евреев. Ряд фамилий, образованных от библейских имён, могли быть записаны в привычной для русского чиновника форме и таким образом совпасть с фамилиями, встречающимися у русских. Так возникли в среде горских евреев, например, фамилии Абрамов и Анисимов (последняя — от еврейского имени Ниссим). Часть горско-еврейских фамилий, официально записанных на территории современного Азербайджана, могли получать местный суффикс «-оглу/-оглы» (для женского рода «-кызы») — например, Нисим-оглу.
Фамилии бухарских евреев появились вслед за присоединением территорий, где они проживали, к Российской империи, то есть после 1868 года. Бухарским евреям фамилии давали в подавляющем большинстве патронимические, образуемые по имени отца (а не деда, как у части горских евреев) с помощью русского суффикса «-ов/-ев». В результате многие фамилии в равной мере встречаются как у бухарских, так и у горских евреев (Биньяминов, Мусаев, Пинхасов, Юсупов и др.). Некоторые из этих фамилий распространены и среди мусульманского населения Средней Азии, например, Юсупов, Мусаев. С другой стороны, от некоторых имен фамилии могли образовываться как от ивритского, так и от мусульманского вариантов, и в результате появлялись дублетные формы Мошиев/Мусаев и т. п.) Однако есть и фамилии, характерные только для евреев бухарских. Так, среди бухарских евреев, в отличие от горских, были коэны и левиты. Поэтому есть среди них и носители соответствующих фамилий. При этом фамилия, указывающая на левитский статус, у бухарских евреев существует в варианте Левиев. Кроме того, часть фамилий бухарских евреев образована не от личных имен, а от прозвищ-лакабов. (Такие прозвища на языке бухарских евреев назывались «лакомхо»). Эти прозвища могли отражать, например, личные качества человека (например, бухарско-еврейская фамилия Кусаев образована от слова, означающего «безбородый») или происхождение из определённой местности (таковы топонимические фамилии Ходжандиев — от названия города Худжанд и Хундиев — от прозвища со значением «приезжий из Индии»). Есть у бухарских евреев и фамилии, образованные от названий занятий — например, Кимьягаров, от слова со значением «красильщик». Вместе с тем, утверждение о связи фамилии Хафизов/Хофизов с «хофиз» («певец») — ошибочный случай так называемой «народной этимологии»: на самом деле, эта распространённейшая мусульманская фамилия происходит от «хафиз» (человек, знающий Коран наизусть). Фамилия известного бухарско-еврейского рода Калантаровых образована от слова «калонтар», этим таджикским словом обозначалась должность старосты еврейского квартала в городах Бухарского ханства. На рубеже XIX—XX веков некоторые представители этого рода переселились на территорию собственно России, и там эта фамилия приняла форму Календарёв.
Фамилии крымчаков отражают особенности этнической истории этой маленькой группы еврейского народа. Хотя ещё в конце XIX века у отдельных представителей этой общины не было наследственных фамилий, большинство крымчаков имело фамилии ещё до присоединения Крыма к Российской империи. По языку-источнику самой большой группой являются фамилии ивритского происхождения. В частности, самой распространённой среди крымчаков является фамилия Леви. Существует у крымчаков и коэнская фамилия (в форме Коген). Другие фамилии ивритского происхождения — это в большинстве случаев либо патронимы (Ашеров, Урилевич, Борохов), либо фамилии, образованные от названий профессий, связанных с религией (Габай, Шамаш, Реби и др.). Фамилия Ашкенази (в форме Ачкинази), указывающая на происхождение основателя из Восточной Европы, является третьей по численности (6,5 % носителей), и существует также в качестве первого элемента двойной фамилии (Ачкинази-Нейман, Ашкинази-Биберджи, Ашкинази-Колпакчи). Среди крымчаков встречаются носители фамилий, возникших в Западной Европе. Таковы фамилии Пиастро (пятая по числу носителей), Ломброзо (ветвь известной итальянско-еврейской семьи, ведущей свой род от выходцев из Испании), Анджель и другие. Фамилии, образованные от слов тюркских языков (в основном, крымскотатарского) составляют вторую по численности группу (лишь немного уступающую фамилиям ивритского происхождения, и существенно превышающую по численности фамилии на основе ладино). В основном это фамилии, отражающие особенности человека (Кокоз — «голубоглазый», Косе — «безбородый» и т. п.), а также профессию или род занятий (Кагья и Кая — «управляющий, деревенский старшина», Колпакчи — «шапочник», Пенерджи — «сыровар», Сараф — «меняла», Таукчи — «разводящий птиц» и др.). К этой группе относится и вторая по числу носителей среди всех крымчаков фамилия Бакши («учитель»). Есть среди крымчакских фамилий и фамилии, образованные от топонимов (Гота и Готта — от названия города Гота в Германии, Измирли, Стамболи, Токатлы — от названий городов в Турции; Мангупли — от названия крымского Мангупа; а также Варшавский, Липшиц/Лифшиц, Лурье и др.). Небольшая часть фамилий крымчаков образована от слов на языке идиш (Берман, Гутман, Нудель, Фишер, Флисфедер и другие).

## Еврейские фамилии, похожие на русские
Поскольку подавляющее большинство русских фамилий имеет окончание «-ов» или «-ин», то фамилии российских евреев, оканчивающиеся на эти сочетания звуков, часто воспринимаются как похожие на русские, особенно если перед этими окончаниями будет сочетание звуков, совпадающее с русским корнем. Например, фамилия Позин будет восприниматься как образованная от русского слова «поза», хотя на самом деле это еврейская топонимическая фамилия, образованная от немецкого названия (Позен) польского города Познань.
Среди еврейских фамилий, «похожих» на русские, можно выделить несколько групп.
Во-первых, есть небольшое количество еврейских фамилий, образованных на территории Российской империи по моделям русских фамилий от тех же слов, от которых образовывались и русские фамилии. В частности, некоторые еврейские патронимические фамилии образовывались с помощью русского окончания «-ов» от библейских имен, которые встречались и у русских. Так, фамилии Яковлев, Давыдов и Абрамов могут принадлежать как евреям, так и русским, хотя подавляющее большинство носителей этих фамилий — неевреи (поскольку окончание «-ов» для образования еврейских патронимических фамилий использовалось сравнительно редко). Иногда окончание «-ов» использовалось для образования еврейских фамилий от названий профессий, в том числе и от русских слов, и некоторые из таких фамилий могут принадлежать как евреям, так и неевреям. Таковы, например, фамилии Сапожников, Портнов и Кузнецов, но и для таких фамилий тоже верно сказанное выше — подавляющее большинство носителей этих фамилий — неевреи. Однако для фамилий, образованных от названий специфических еврейских профессий, ситуация обратная: так, большинство носителей фамилии Резников — еврейского происхождения, а среди носителей фамилий Хазанов и Талесников еврейское происхождение имеют все 100 %. Есть и некоторое количество еврейских фамилий, образованных от русских корней с помощью окончания «-ов», не относящихся к патронимическим или «профессиональным». Такой фамилией, например, является фамилия Новиков и некоторые другие. И в этом случае подавляющее большинство носителей таких фамилий — неевреи.
Во-вторых, большую группу еврейских фамилий с окончаниями «-ов» или (реже) «-ин» составляют топонимические фамилии, образованные от названий населённых пунктов Российской империи. Часть из этих фамилий образована путём прибавления окончания к названию населённого пункта (таковы фамилии Свердлов, Дубнов, Плоткин, Волков и другие), а у другой части таких фамилий окончание «-ов» или «-ин» входит непосредственно в название населённого пункта, а фамилия представляет собой неизменённое (или почти неизменённое) название этого населённого пункта. Таковы, например, фамилии Гайсин, Кобрин, Туров, Маков (от названия города в Польше). Такая еврейская фамилия может совпасть с очень распространённой русской фамилией (как приведённая выше фамилия Константинов или фамилия Романов, которая у русских образована от личного имени Роман, а у евреев — от названия местечек: Романов бывшей Волынской губернии либо Романово Могилевской губернии). Таких фамилий, совпадающих с русскими, но имеющих топонимическое происхождение, не так уж мало (можно к уже названным добавить ещё Коновалов и Фомин — от названия населённых пунктов Коновалово и Фомино в Витебской области, Ульянов, Козлов и ряд других. Часто встречающаяся у евреев сочная «русская» фамилия Клебанов происходит, скорее всего, от названия деревни Колыбаново, Могилевской губернии).
Ещё одна группа еврейских фамилий, похожих на русские — это очень распространённые матронимические фамилии с окончанием «-ин». Некоторые из них образованы от еврейских женских имен славянского происхождения (Чернин от имени Черна, Златин от имени Злата, Добкин от имени Добка, уменьшительного от Добра), но большинство образованы от имен ивритского, германского или иного неславянского происхождения, и сходство с русскими корнями у таких фамилий случайно. Так, распространённая еврейская фамилия Малкин образована не от славянского корня «мал-» (маленький, малый), а от ивритского слова «малка», означающего «царица», а фамилия Белкин у евреев образована не от названия пушного зверя, а от имени Белка, уменьшительного от Бейла, имеющего французское происхождение.
Во всех приведённых выше примерах, однако, окончания «-ин» и «-ов» имели славянское происхождение. Но наряду с такими фамилиями есть и еврейские фамилии, оканчивающиеся на «-ин» или «-ов», у которых такое звучание совпадает с русскими окончаниями просто по чистой случайности. Таковы упоминавшаяся выше фамилия Позин, фамилия Эмдин (от названия немецкого города Эмден), фамилия Котин (от ивритского קטן, в ашкеназском произношении «котн», означающее «маленький»), Эвентов (от ивритского «эвен тов» — «драгоценный камень»), Гутионтов (от идишского «гут йонтэв» — «с праздником»; «йонтэв» от ивр. «йом тов» — «хороший день»), Хазин (от ивритского «хазан», в ашкеназском произношении «хазн», означающего «человек, ведущий богослужение в синагоге») и многие другие.
Ещё одна группа еврейских фамилий, похожих на славянские — это фамилии, которые не имеют окончаний «-ов» или «-ин», но совпадают с русскими словами (или очень похожи на них). Часть таких фамилий действительно образована от соответствующих русских слов, как правило, это либо названия профессий (фамилии Сапожник, Портной и т. п.), либо прозвища (Новак и некоторые другие). Однако для других фамилий такое совпадение случайно — так, фамилия Закон образована не от русского слова, а от ивритского «закан» (в ашкеназском произношении «закон»), означающего «борода». Фамилии Богораз и Богорад также образованы не от русских корней, а представляют собой ивритские аббревиатуры. (см. соответствующую статью в Википедии)
См. также:
- [Архивная копия от 14 декабря 2004 на Wayback Machine «Толстой, Гоголь, Гребенщиков, Капица и другие еврейские фамилии». §§I.1 — I.6]. www.sem40.ru. — Оригинал страницы недоступен.
- [Архивная копия от 23 декабря 2004 на Wayback Machine «II. Черненко, Школьников и другие еврейские фамилии»]. www.sem40.ru. — Оригинал страницы недоступен.
- [Архивная копия от 24 ноября 2004 на Wayback Machine «Ульянов, Сахаров, Бунин, Барабаш и другие еврейские фамилии»]. www.sem40.ru. — Оригинал страницы недоступен.
- [Архивная копия от 14 декабря 2004 на Wayback Machine «Ульянов, Кириленко, Черненко, Гоголь, Толстой, Романов и другие еврейские фамилии»]. www.sem40.ru. — Оригинал страницы недоступен.
- [Архивная копия от 14 декабря 2004 на Wayback Machine «V. Кириленко, Макаревич, Ломоносов, Романов, Свердлов, Однопозов, и прочие еврейские фамилии»]. www.sem40.ru. — Оригинал страницы недоступен.

## «Новые» израильские фамилии
Господствовавшая в сионистском движении (особенно в его социалистическом секторе) с конца XIX века идеология «отрицания галута» и возрождения иврита как разговорного языка вызвала к жизни такое явление, как массовая смена старых, «диаспорных» фамилий на новые, основанные на ивритской лексике. Первым, кто сменил свою «галутную» фамилию на ивритскую (в 1881 году), был «отец современного иврита» Элиэзер Бен-Иегуда, носивший до этого фамилию Перельман.
К двадцатым годам XX века это явление уже стало массовым среди сионистов, переселившихся в Палестину, а после создания в 1948 году государства Израиль нашло своё отражение в государственной политике. Так, официальным требованием было, чтобы ивритские фамилии носили все официальные представители Израиля за границей, ведущие и редакторы радио «Голос Израиля», спортсмены-члены олимпийской команды и все военнослужащие в звании начиная от подполковника («сган-алуф»). (Исключения из последнего правила были очень редкими. Такое исключение было сделано, например, для Хаима Ласкова, впоследствии начальника Генерального штаба — вся его семья была убита арабами во время Хевронской резни в 1929 году, и уцелевший 11-летний мальчик остался единственным носителем фамилии).
В марте 1950 г. Министерство премьер-министра Израиля выпустило инструкцию, в которой говорилось, что «МИД не будет выдавать дипломатические и служебные загранпаспорта тем, кто носит иноязычные имена или фамилии».
В 1952 году, когда израильские спортсмены впервые участвовали в Олимпийских играх (в Хельсинки), члены израильской сборной сменили свои фамилии на ивритизированные: Арье Глик сменил фамилию на Гиль, Шмуэль Любин — на Лавив, Дан Боксенбойм — на Эрез, и т. п. Игроки сборной Израиля по футболу в 50-х гг., выступая за границей, получали загранпаспорта с ивритскими фамилиями: Яаков Ходоров получил фамилию Ход, Амация Левкович — фамилию Лави, Наум Стельмах — фамилию Пелед, и т. п. При этом в матчах первенства Израиля большинство из этих футболистов продолжали выступать под старыми фамилиями.
Ивритизация фамилий могла проводиться по-разному. Часто новая фамилия вообще никак не была связана со старой, и выбиралась по идеологическим соображениям. Такие фамилии были связаны либо с географическими названиями Земли Израиля (Ярдени — от названия на иврите реки Иордан, Гильбоа, Голан — от Голанских высот, Гилъади — от Гилеад, Галили — от Галилея), либо с природой и сельским хозяйством (Кацир — «урожай», Нир — «вспаханное поле» и т. п.), либо с понятиями свободы и национального возрождения (Дрор — «свобода», Херути — от «херут», другое слово с тем же значением, Амишав — «мой народ вернулся», Амихай — «мой народ жив» и т. п.) Иногда фамилии образовывали, отталкиваясь от каких-то событий в жизни человека, менявшего фамилию — так, израильский военный и государственный деятель Шауль Меиров взял себе фамилию Авигур («отец Гура», по имени своего сына, погибшего во время Войны за независимость), а деятель рабочего движения Ицхак Шимшелевич, отца которого звали Цви-Гирш, сменил фамилию на Бен-Цви («сын Цви»), и именно под этой фамилией впоследствии стал вторым президентом Израиля. Отец израильского политического деятеля Иосефа Сарида, сам активист рабочего движения и видный функционер партии МАПАИ, сменил свою фамилию Шнайдер на Сарид (что на иврите означает «уцелевший, выживший») после Второй мировой войны, когда почти все его родные погибли в Холокосте (в этом примере имеет место также отдалённое фонетическое сходство старой и новой фамилий).
Однако многие из менявших фамилию всё же предпочитали оставить в новой фамилии какую-то связь с фамилией старой. Часть фамилий заменялась на созвучные (с разной степенью подобия), без связи со значением старой фамилии. Так, фамилия Гальперин могла заменяться на Хар-Эль, фамилия Фельдман на Пелед, а фамилия Берлин — на Бар-Илан. Молодой офицер Эхуд Бруг сменил свою фамилию на Барак, и под этой новой фамилией дослужился до должности начальника Генерального штаба, а позднее стал премьер-министром Израиля. Такую же ивритизированную фамилию (Барак) взял себе и Аарон Брик, будущий председатель верховного Суда Израиля. Основатель и первый глава военного раввината Израиля сменил свою фамилию Горончик на Горен (это слово на иврите означает «молотильный двор, гумно»), и на такую же ивритскую фамилию (Горен) сменили свои прежние фамилии писатель и сценарист Ицхак Гормезано (уроженец Египта), генерал Моше Горницкий и общественный деятель, депутат кнессета Шрага Гороховский.
Другим способом ивритизации был перевод старой фамилии на иврит (опять же, с разной степенью точности). Так, фамилия Фридман могла меняться на фамилию Иш-Шалом («мирный человек»), фамилия Розенберг — на Хар-Шошаним («гора роз»), а фамилия Айзенберг («железная гора») — на Барзилай («железный») либо на Пелед («стальной», как мы видели выше, эта же ивритская фамилия могла иметь и другое происхождение — такое бывало нередко). Фамилия, содержащая корень «вайн-» (Вайнберг, Вайнер, Вайнштейн и пр.) могла меняться на фамилию Гефен или Гафни (по-немецки и на идиш «вайн» означает «вино», а слово «гефен» на иврите — «виноградная лоза») либо на фамилию Керем или Карми (от «керем» — «виноградник»), а фамилия, содержавшая корень «розен-» (то есть «роза», например, фамилии Розенштейн, Розенблат и т. п.) — на Шошани, Варди или Вардинон («веред» на иврите означает «роза», а «шошанна» — «лилия», но названия этих двух цветов часто путались в эпоху становления иврита как современного разговорного языка). Израильский журналист и политический деятель Йосеф Лапид в юности сменил свою фамилию Лемпель («лампочка» на идиш) на Лапид («факел» на иврите).
Ещё одним способом ивритизации фамилий было образование аббревиатуры от прежних имени и фамилии. Так, деятель рабочего движения Шнеур-Залман Рубашов взял себе новую фамилию Шазар.
В своей статье «Ивритизация фамилий в Израиле как „перевод культур“» израильский лингвист Гидеон Тури отмечает следующие тенденции при ивритизации фамилий:
- Явное предпочтение слов «высокого стиля», книжной лексики по сравнению со словами нейтрального лексического уровня. Так, при переводе фамилий, содержащих немецкий/идишский корень «-гольд-» (золото) гораздо чаще используется книжное слово «паз», означающее «червонное золото», и реже обыденное, общеупотребительное для обозначения золота слово «захав» (Паз встречается и как самостоятельная фамилия, и в составе сложных фамилий типа Хар-Паз, то есть «золотая гора» — перевод фамилии Гольдберг). Аналогично, из слов со значением «друг, товарищ» для образования фамилий чаще используется книжное слово «амит», реже — нейтральное «йадид», и совсем редко разговорное «хавер». Одним из проявлений этой тенденции является предпочтение слов арамейского происхождения собственно ивритским. (Например, при переводе фамилии Зильберберг, что означает «серебряная гора», использовался арамейский перевод Тур-каспа, а не чисто ивритский Хар-кесеф.)
- Предпочтение кратких ивритизированных фамилий по сравнению с более длинными. По данным Г. Тури, средняя длина ивритизированных фамилий составляет чуть больше, чем два слога, что в полтора-два раза меньше, чем средняя длина исходных фамилий. Эта разница ещё заметнее, если считать не слоги, а звуки, так как ивритский слог короче, чем немецкий или русский слог в исходных фамилиях. Так, фамилия родителей самого Г. Тури была Кенигсбергер, то есть в ивритизированном варианте фамилии 4 звука и два слога, а в исходной фамилии — 12 звуков и 4 слога. (Слово «берг» по-немецки означает «гора», и то же самое означает по-арамейски слово «тур»).
- В случаях, когда новая фамилия подбиралась по созвучию либо вообще без связи с исходной, предпочтение отдавалось словам, связанным с географией Израиля, с природой или сельским хозяйством (см. примеры выше).
- В ивритизированных фамилиях, выбранных по созвучию, чаще сохраняется структура согласных, чем гласных. Обычно при этом либо просто сохраняется первый или последний слог, реже два (например, фамилия Гальперин могла заменяться на Рин, фамилия Ардгейм — на Арад, а фамилия родителей первого израильского астронавта Илана Рамона была Вольферман), либо новая фамилия строится из первого, среднего и последнего согласного старой фамилии (в качестве примера можно привести родителей израильского военного и политического деятеля Ариэля Шарона, исходная фамилия которых была Шейнерман).

Поскольку ивритизация фамилии была идеологически мотивированным поступком, то популярность такой смены фамилии была разной среди деятелей и сторонников разных политических партий и движений. Так, чаще всего ивритизировали фамилии сторонники социалистических сионистских партий, реже — сторонники центристских и правых партий и движений, ещё реже — религиозные сионисты и совсем редко — сторонники несионистских религиозных партий и коммунисты. Так, среди депутатов первого созыва Кнессета ивритизировали свои фамилии 63 % депутатов от социалистической партии МАПАИ, 77 % депутатов от левосоциалистической партии МАПАМ, 50 % депутатов центристской партии Общих сионистов, 38 % депутатов правого движения Херут и только 13 % представителей религиозных партий.
Среди руководителей и активистов сионистского движения, сменивших фамилии на ивритские, можно назвать, например, следующих деятелей:
| Ивритизированный вариант | Фамилия до ивритизации | Чем известен                   | Комментарии                                                                    |
| ------------------------ | ---------------------- | ------------------------------ | ------------------------------------------------------------------------------ |
| Давид Бен-Гурион         | Грин                   | Первый премьер-министр Израиля | Йосеф Бен-Гурион — имя одного из вождей восстания против Рима в 66-73 гг. н.э. |
| Моше Шарет               | Черток                 | Премьер-министр Израиля        |                                                                                |

| Дополнительные примеры                | Дополнительные примеры | Дополнительные примеры                                                      | Дополнительные примеры |
| Ивритизированный вариант              | Фамилия до ивритизации | Чем известен                                                                | Комментарии |
| Политики                              | Политики               | Политики                                                                    | Политики |
| ------------------------------------- | ---------------------- | --------------------------------------------------------------------------- | --- |
| Эфраим Кацир                          | Качальский             | Президент Израиля                                                           | Кацир на иврите означает «урожай». |
| Леви Эшколь                           | Школьник               | Премьер-министр Израиля                                                     | Эшколь на иврите означает «виноградная гроздь». |
| Голда Меир                            | Мейерсон               | Премьер-министр Израиля                                                     | |
| Ицхак Рабин                           | Рабичев                | Премьер-министр Израиля                                                     | Фамилию сменил отец. |
| Шимон Перес                           | Перский                | Премьер-министр Израиля                                                     | Перес на иврите означает название птицы из семейства ястребиных — бородач.                                                                                           |
| Ицхак Шамир                           | Езерницкий             | Премьер-министр Израиля                                                     | Шамир — легендарное существо (упоминаемое в Талмуде), обладавшее способностью раскалывать и дробить камни.                                                           |
| Биньямин Нетаньяху                    | Милейковский           | Премьер-министр Израиля                                                     | Фамилию сменил отец, видный деятель движения Херут, Бенцион Нетаньяху. Отец Бенциона, Натан Милейковский, писатель и публицист, печатался под псевдонимом Нетаньяху. |
| Моше Снэ (англ.)                      | Клейнбойм              | Деятель рабочего движения, один из основателей Хаганы, депутат Кнессета     | Клейнбойм на идише означает «маленькое дерево», а «снэ» на иврите — «терновый куст»                                                                                  |
| Мордехай Намир (англ.)                | Немировский            | Генеральный секретарь Гистадрута, депутат Кнессета, мэр Тель-Авива          | |
| Военные деятели                       |                        |                                                                             | |
| Ицхак Саде                            | Ландсберг              | Командир Пальмаха, один из основателей регулярной армии Израиля             | Саде на иврите означает «поле» |
| Яаков Дори                            | Яков Достровский       | Первый начальник Генерального Штаба                                         | |
| Рафаэль Эйтан                         | Каминский              | Начальник Генерального Штаба                                                | Эйтан на иврите означает «сильный, могучий» |
| Дан Шомрон                            | Зодорич                | Начальник Генерального Штаба                                                | Шомрон — ивритское название Самарии, исторической области в Стране Израиля.                                                                                          |
| Йосеф Авидар                          | Рохель                 | Генерал, командующий округом; после выхода в запас - посол в СССР, историк. | Фамилия образована от слова "ави-", означающего "отец", и первых букв имен его дочерей: Дана и Рама.                                                                 |
| Деятели науки, культуры и шоу-бизнеса |                        |                                                                             | |
| Хаим Гури                             | Гурфинкель             | Поэт                                                                        | Фамилию сменил отец. |
| Иегуда Амихай                         | Людвиг Пфейфер         | Поэт                                                                        | |
| Зеев Вильнаи (англ.)                  | Виленский              | Географ и историк                                                           | «Вильнаи» — от официально принятого в Российской империи названия города Вильна и прилагательного от него «виленский» (ср. виленский гаон)                           |
| Авраам Эвен-Шошан (англ.)             | Розенштейн             | Языковед, выдающийся лексикограф                                            | Дословный перевод: ивр. „эвен-шошан“‎ и идиш „розенштейн“‎ означает „камень розы“.                                                                                     |
| Хаим Явин (англ.)                     | Хайнц Клугер           | Журналист, телережиссёр, ведущий телевизионных программ.                    | «Клугер» по-немецки означает «умный», а Явин — имя библейского персонажа, дословно означающее «он поймет».                                                           |
|                                       |                        |                                                                             | |

В 80-е годы XX века ивритизация фамилий стала менее популярной, и новые репатрианты, в частности, из СССР/СНГ, практически перестали менять фамилии на ивритские. Более того, появилась тенденция и среди потомков репатриантов начала века восстанавливать старые семейные фамилии, обычно в виде двойных фамилий, то есть сохраняя оба варианта — ивритизированный и старый, «галутный». В качестве примеров таких обладателей двойных фамилий могут быть названы политический деятель Офир Пинес-Паз и бывший начальник Генерального Штаба Амнон Липкин-Шахак.
В это же время были изменены и официальные инструкции, требовавшие от представителей Израиля за рубежом иметь ивритскую фамилию. Так, в июле 1987 года Шимон Перес, министр иностранных дел, выпустил распоряжение, разрешавшее записывать в служебные загранпаспорта двойные фамилии (то есть одновременно и ивритизированный вариант, и исходную, «диаспорную» фамилию). Окончательно все официальные требования ивритизации были отменены как противоречащие Основному закону о достоинстве и свободе человека (англ.) после судебного постановления судьи Верховного Суда А. Барака от 29 марта 1993 года (судья рассматривал дело, связанное с другим аспектом выбора фамилии, но его судебное постановление было распространено и на вопрос об обязательной ивритизации).
См. также:
- М. Яновская. Гольдберг по отцу: поиски корней
- en:Hebraization of surnames (англ.)
- Gershom Martin. Some preliminary notes on Israeli family names (англ.)
- גדען טורי . עברות שמות-משפחה בארץ-ישראל כ"תרגום תרבותי" // נקודות תצפית: תרבות וחברה בארץ-ישראל : Сб. — Тель-Авив: изд. Открытого Университета (Израиль), 1988. — С. 171—152. (Г. Тури. Ивритизация фамилий в Израиле как «перевод культур») (иврит)

## Самые распространенные фамилии в Израиле
Список наиболее частых фамилий евреев Израиля по статистическим данным на конец 2013 года:

| Место | Написание на иврите | Русская транскрипция |
| ----- | ------------------- | -------------------- |
| 1     | כהן                 | Коэн                 |
| 2     | לוי                 | Леви                 |
| 3     | מזרחי               | Мизрахи              |
| 4     | פרץ                 | Перец                |
| 5     | ביטון               | Битон                |
| 6     | דהן                 | Дахан                |
| 7     | אברהם               | Аврахам              |
| 8     | פרידמן              | Фридман              |
| 9     | מלכה                | Малька/Малка         |
| 10    | אזולאי              | Азулай               |
| 11    | כץ                  | Кац                  |
| 12    | יוסף                | Йосеф                |
| 13    | דוד                 | Давид                |
| 14    | עמר                 | Амар/Аммар/Умар      |
| 15    | אוחיון              | Охайон               |

| Место | Написание на иврите | Русская транскрипция |
| ----- | ------------------- | -------------------- |
| 16    | חדד                 | Хадад                |
| 17    | גבאי                | Габай                |
| 18    | בן דוד              | Бен-Давид            |
| 19    | אדרי                | Эдри                 |
| 20    | לוין                | Левин                |
| 21    | טל                  | Таль                 |
| 22    | קליין               | Клейн                |
| 23    | חן                  | Хен                  |
| 24    | שפירא               | Шапиро, Шапира       |
| 25    | חזן                 | Хазан                |
| 26    | משה                 | Моше                 |
| 27    | אשכנזי              | Ашкенази             |
| 28    | אוחנה               | Охана                |
| 29    | סגל                 | Сигал, Сегал         |
| 30    | גולן                | Голан                |

### Сноски
1. ↑  У части носителей фамилий Левин, Левинский и Левинсон эта фамилия образована от мужского собственного имени Левин, то есть является патронимической. У предков фельдмаршала Эриха фон Манштейна, фон Левински, фамилия польского происхождения, образована по топониму Левино
2. ↑  У части еврейских носителей этой фамилии, она происходит от идишского мужского имени hерц
3. ↑  Территория, на которой позже были образованы южные губернии Царства Польского, по Третьему разделу Польши досталась Австрии, а под власть Российской империи была передана в соответствии с решениями Венского конгресса в 1815 году.
4. ↑  Во избежание путаницы, следует учитывать, что в арабской мусульманской ономастике термин «кунья» имеет другое значение, никак не связанное с еврейским понятием «киннуй». Дело в том, что арабское слово «кунья» изначально означает просто «прозвище». В еврейской и в арабской ономастике этот термин закрепился за конкретными, но различными разновидностями прозвищ.
5. ↑  Соответствующие имена по-еврейски звучат как Шломо (в ашкеназском произношении Шлойме), Шмуэль, Моше (Мойше) и Авраhам.
6. ↑  У другой части носителей фамилии Окс эта фамилия имеет декоративное происхождение.
7. ↑  Патронимические фамилии с суффиксом «чик» были распространены в Белоруссии, как у евреев, так и у неевреев. Этот суффикс можно рассматривать именно как патронимический (хотя и восходящий к суффиксу уменьшительной формы). Аналогом такого суффикса, употребляемого для образования фамилий, является украинский суффикс «-чук».
8. ↑  В языке фарси окончание «-и» используется для образования любых прилагательных, а формант «-иан» — в основном именно для образования фамилий.
9. ↑  Фамилия «Буэно» может также происходить от сефардского мужского имени Буэно.
10. ↑  У значительной части еврейских носителей фамилии Кауфман/Койфман она происходит не от слова «купец», а от точно так же («Кауфман») звучавшего личного имени, использовавшегося как «киннуй» для имени Яаков.
11. ↑  В зависимости от того, в какой местности образована фамилия, этот суффикс мог иметь либо украинское или белорусское (Друян, Копелян), либо молдавское (Рашкован, Кожушнян) происхождение
12. ↑  Фамилия Рашковский происходит от названия этого же местечка в Бессарабии.
13. ↑  У другой части носителей фамилии Сапир она представляет собой искажённое название города Шпайер
14. ↑  В Синодальном переводе книги Ионы название растения заменено просто словом «растение», а в ивритском тексте названо конкретное растение — клещевина.
15. ↑  Традиционно считается, что в данном отрывке „мёд“ означает густой сок финиковых плодов.
16. ↑  Министерство главы правительства — особая структура при премьер-министре Израиля на правах министерства. В его функции в 50-е годы входило, среди прочего, регулирование правил выдачи документов.

### На русском языке
- Статья Вайсенберга С. А. «Имена южнорусских евреев» (Этнографическое обозрение. — М., 1913, т. 96-97, № 1-2) может служить методологическим образцом для исследования и современных имен евреев.
- В царской России изданы несколько словарей еврейских имен: Жураковский К. С., Рабинович С. М. Полное собрание еврейских имен… Сувалки, 1874 (2-е изд. Варшава, 1908). Кулишер И. И. Сборник для согласования разновидностей имен, употребляемых евреями в России. Житомир, 1911. Также вышла книга: Погорельский М. В. Еврейские имена собственные. СПб, 1895).
- Раздел «Еврейские имена» в «Справочнике личных имен народов РСФСР» (выходил тремя изданиями в Москве). Содержит очерк о еврейских именах и список имен, состоящий из двух столбцов: старое документальное написание имени и традиционное русское написание.
- В советское время доступным широкой аудитории источником информации по еврейским фамилиям была посвящённая этой теме глава «Розалия Аромат» в популярной книге Л.Успенского «Ты и твоё имя» (Книга рассказывает об истории русских имен и фамилий, но содержит и главы, рассказывающие об ономастике других народов.)
- В справочнике «Системы личных имен у народов мира» (М., Главная редакция восточной литературы издательства «Наука», 1986) есть очерк А. Н. Торпусмана «Евреи» (стр. 115—120), в котором рассказывается как о личных именах евреев, так и о их фамилиях).
- В книге Б. О. Унбегауна «Русские фамилии», в главе XIII («Фамилии европейского происхождения») есть подраздел за номером 2 «Фамилии еврейского происхождения». (В издании 1989 г. русского перевода этой книги, ISBN 5-01-001045-3, этот подраздел находится на стр. 255—267)
- Имя твоё. Научно-популярный сборник, Иерусалим, 1993 (ISBN 965-222-376-X) (Некоторые материалы из этого сборника перепечатаны на многих сайтах в Интернете, как правило, без указания авторов, и почти во всех случаях без ссылки на сборник).
- Трубачёв О. Н. Из материалов для этимологического словаря фамилий России (русские фамилии и фамилии, бытующие в России) // Этимология. 1966. Проблемы лингвогеографии и межъязыковых контактов. — М., 1968. — С. 3-53. Рассматриваются проблемы этимологии русских (в широком смысле) фамилий, даётся обзор работ по западноевропейской и восточнославянской антропонимии. Приводятся этимологические заметки по избранным фамилиям (в том числе еврейского происхождения).
- Минц Лев Миронович. Разыскивается Куперман, он же Келайчиев: не вполне учёные заметки о еврейской географии, истории, этнографии социологии с элементами лингвистики. — М.: «jewish.ru», «Hi-Pro», «Империум Пресс», 2005

### На других языках
Публикации издательства «Авотейну»
Наиболее авторитетным изданием по еврейской ономастике Восточной Европы является книга Александра Бейдера
- «A Dictionary of Jewish Surnames from the Russian Empire», второе (существенно дополненное) издание вышло в 2008-м г. (изд. «Авотейну», Нью-Джерси, ISBN 978-1-886223-38-7).

Этим же автором написаны изданные в том же издательстве книги
- «Jewish Surnames in Prague: (15th-18th Centuries)» (1995 г.)
- «A Dictionary of Jewish Surnames from the Kingdom of Poland» (1996 г.),
- «A Dictionary of Ashkenazic Given Names: Their Origins, Structure, Pronunciations, and Migrations» (2001 г.),
- «A Dictionary of Jewish Surnames from Galicia» (2004 г.),
- «A Dictionary of Jewish Surnames from Maghreb, Gibraltar, and Malta» (2017 г.),
- «A Dictionary of Jewish Surnames from Italy, France and „Portuguese“ Communities» (2019 г.),

а также ряд статей по фамилиям евреев в других регионах: в Ираке Jewish Surnames in Iraq // Avotaynu, the International Review of Jewish Genealogy, 37:3. — «Авотейну», 2021. — С. 37–43., на территории нынешнего Израиля (до создания государства) Surnames of Jewish People in the Land of Israel from the Sixteenth Century to the Beginning of the Twentieth Century // Genealogy, 7:49. — MDPI, 2023. — С. 1–14. и в Грузии Surnames of Georgian Jews: Historical and Linguistic Aspects // Genealogy, 7:68. — MDPI, 2023. — С. 1–28..
По образцу книг А.Бейдера написаны:
- изданная в том же издательстве книга Ларса Менка (Lars Menk) «A Dictionary of German-Jewish Surnames»
- изданная в Рио-де-Жанейро книга коллектива авторов (Г.Файгенбойм и др. — G. Faiguenboim, et al.) «Dicionário Sefaradi de Sobrenomes» («Словарь сефардских фамилий», на английском и португальском языках).

Другие издания:
- Guggenheimer, H. W., and Guggenheimer E. H. «Jewish Family Names and Their Origins: An Etymological Dictionary». (Издательство KTAV Publishing House, Нью-Джерси, 1992, ISBN 978-0-88125-297-2)
- Kaganoff, B. C. «A Dictionary of Jewish Names and Their History» . (Издательство Schocken Books, Нью-Йорк, 1977, ISBN 978-1-56821-953-0).
- Weiss Nelly «The Origin Of Jewish Family Names: Morphology And History» (Издательство Peter Lang Publishing, 2002, ISBN 978-3-906768-19-9)
- מוצא השמות, מאת אברהם שטאל («Происхождение имен», автор Авраам Шталь)